# Kungliga Tekniska högskolan
Kungliga Tekniska högskolan (KTH) (engelska: KTH Royal Institute of Technology) är ett statligt svenskt universitet i Stockholm med huvudsaklig inriktning på teknik och naturvetenskap. KTH är den äldsta och största tekniska högskolan i Sverige och var 2024 det nordiska universitet som stod högst på QS Universitetsvärldsrankning.
KTH bedriver omfattande utbildning av framför allt civilingenjörer, högskoleingenjörer, arkitekter, samhällsplanerare och teknologie doktorer samt har en omfattande teknisk och naturvetenskaplig forskning. KTH:s byggnader på Valhallavägen på Norra Djurgården i Stockholm är byggnadsminnesmärkta och utgör Campus Valhallavägen. 
KTH bedriver även utbildning och forskning i Södertälje, Flemingsberg (Huddinge Sjukhus och Södertörns Högskola) samt Kista (Kista Science City med dess multinationella storföretag). 2023 fattades emellertid beslut om att verksamheten i Kista och Södertälje ska flyttas till huvudcampus och Flemingsberg senast 2027.
Rektor är sedan 1 december 2022 Anders Söderholm.

## Historik

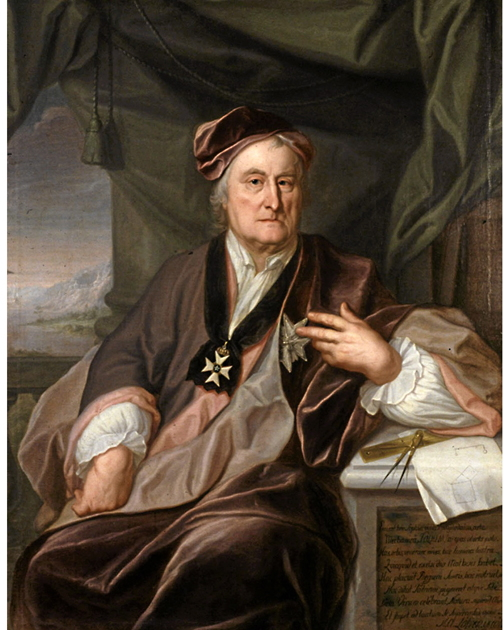
Christopher Polhem (1661–1751) grundade 1697 Laboratorium mechanicum som kan ses som KTH:s tidigaste föregångare. Porträtterad 1741 av Johan Henrik Scheffel.

### Teknologiska institutet och dess föregångare
Dagens KTH grundades 1827 som Teknologiska institutet, vilken hade sina rötter i Mekaniska skolan från 1798. Denna, i sin tur, innehöll den mekaniska modellsamlingen Laboratorium mechanicum, som skapats av "den svenska mekanikens fader" Christopher Polhem 1697 och som periodvis användes för undervisning i praktisk mekanik. Det är från Mekaniska skolans grundande 1798, som man kan påvisa kontinuerlig teknisk undervisning i Sverige.

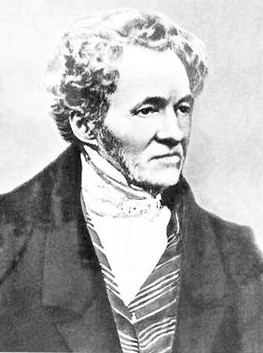
Gustaf Magnus Schwartz (1783–1858) var initiativtagare till bildandet av Teknologiska institutet, och var 1825–1845 dess förste föreståndare.

I Frankrike hade École polytechnique grundats redan 1794, och i början av 1800-talet grundades tekniska högskolor i de flesta andra europeiska länder. Tekniska högskolor bildades bland annat i Prag 1806, i Wien 1815 och i Berlin 1820. Detta ledde till initiativ om att inrätta något motsvarande i Sverige. Riksdagen antog 1823 en skrivelse om att ett teknologiskt institut borde bildas, beslut i frågan fattades 1825 och Teknologiska institutet kunde starta sin verksamhet 1827. Vid sitt grundande hade TI två professurer, en i fysik och en i kemi och undervisningen var framför allt inriktad på de mekaniska och kemiska områdena, och huvudsakligen praktiskt inriktad. I Teknologiska institutets stadgar från 1826 angavs institutets syfte "att samla och meddela kunskaper och upplysningar, som äro nödvändiga för att med framgång kunna idka slöjder eller hvad man vanligen kallar handtverk och fabriker" och att undervisningen skulle vara "mera populär och praktisk än strängt vetenskaplig". Verksamheten bedrevs i Modellkammarhuset vid Mäster Samuelsgränd 43 (med senare numrering 67) i Stockholm och den första föreståndaren var överdirektören Gustaf Magnus Schwartz. När Teknologiska institutet startade sin verksamhet 1827 var ett av undervisningsämnena konsten att göra blommor vilket var avsett "åt sådana fruntimmer, hvilka såsom näringsyrke idka denna konst", dock lades ämnet ner efter vårterminen 1828.
De första årens verksamhet vid TI föll dock inte så väl ut. Det fanns inga bestämmelser om varken minimiålder eller förkunskaper för eleverna. Undervisningen bedrevs på mycket elementär nivå och huvudsakligen med ren hantverksinriktning. Avvägningen mellan denna praktiska inriktning och en mer teoretisk och vetenskaplig inriktning debatterades flitigt. Institutets ordförande Gabriel Poppius och delar av direktionen drev en linje mot en mer akademisk och vetenskaplig inriktning. Under 1832–1833 hävdade dessa att det fanns behov av närmare föreskrifter om institutets målsättning. De föreslog att direktionen skulle utvidgas med en vetenskapsföreträdare samt få ett uppdrag att granska institutets verksamhet. Regeringen tillsatte en granskningskommitté, med bland andra Jacob Berzelius bland ledamöterna och den ville ge vetenskapen en starkare ställning vid institutet. Schwartz ingav en svarsskrift och eftersom han ingick i institutets direktion, medverkade han i institutets svar på kommitténs kritik. Kommitténs arbete ledde inte till några förändringar. Kritiken upphörde dock inte och en ny kommitté tillsattes 1844. Denna gick direkt in på frågan om vad en teknologisk undervisningsanstalt borde vara och lyfte fram att vetenskapen måste ligga till grund för teknologin. Föreståndaren Schwartz tvingades bort, och föreståndaren för Bergsskolan i Falun Joachim Åkerman kallades i slutet av 1845 in som tillförordnad föreståndare för att leda omvandlingen av institutet 1846–1848. Åkerman hade 1827–1839 varit lärare i kemi vid TI.
De nya stadgarna definierade Teknologiska institutet som "en undervisningsanstalt för sådana unge män, som egna sig åt något industriellt lefnadsyrke, för hvars rätta utöfning naturkännedom och i synnerhet kemisk- och mekanisk-tekniska kunskaper äro behöfliga", samtidigt som ett inträdesprov och en minimiålder om 16 år infördes. Sannolikt är det därför först från 1846 som man kan betrakta TI som en teknisk högskola och anordnare av ingenjörsutbildning i mer egentlig mening. 1851 förlängdes också utbildningen från två till tre år, men eftersom TI inte hade möjlighet att utöka antalet elever togs under en period nya elever bara in två år av tre. Professurerna var nu tre: matematik och mekanik, mekanisk teknologi samt allmän kemi och kemisk teknologi. (Fysikprofessuren drogs således in och omvandlades till två professurer med mekanisk anknytning. En professur i allmän och tillämpad fysik återinrättades dock 1858.)

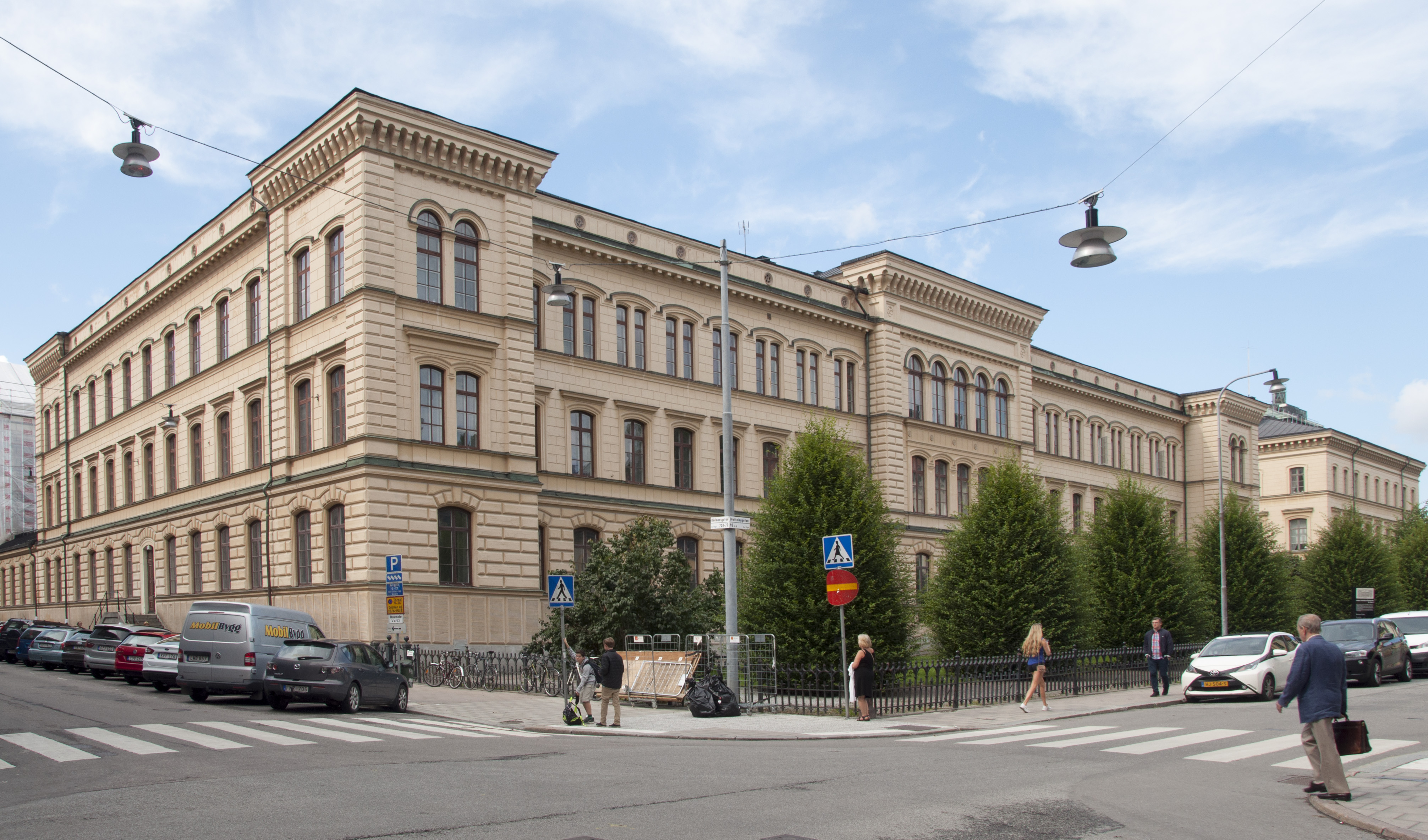
Teknologiska institutets tidigare byggnader på Drottninggatan

Under 1850-talet upplevde Sverige ekonomiska framsteg, och byggandet av järnvägar och telegraflinjer ledde till ett ökat behov av ingenjörer. Teknologiska institutet fick därför kraftigt ökade anslag 1858, och utökade undervisningen med mineralogi och byggnadstekniska ämnen: väg- och vattenbyggnadskonst och allmän byggnadskonst. 1863 kunde TI också flytta in i nya lokaler i Vasastaden på adress Drottninggatan 91–95. Stockholms Högskola kom flera decennier senare att flytta in i lokaler i närheten, på Kungstensgatan 45.
I stadgarna från 1867 angavs för första gången i Teknologiska institutets stadgar att institutet skulle meddela "erforderlig vetenskaplig bildning" till dem som ville ägna sig åt ett praktiskt levnadsyrke, och grundläggande kunskaper i fysik och kemi blev nu en del av inträdeskraven.
År 1869 införlivades den tidigare Bergsskolan i Falun i Teknologiska institutet. Bergsskolan hade startat sin verksamhet redan 1822 med en tvåårig lärokurs på bergsvetenskapens område. Redan 1848 hade Joachim Åkerman, som då både var föreståndare för Bergsskolan och tillförordnad föreståndare för Teknologiska institutet föreslagit att de skulle slås samman, men Brukssocieteten hade förhindrat detta. TI hade nu fyra fackskolor med treårig lärokurs:
- Maskinbyggnadskonst och mekanisk teknologi (M)
- Kemisk teknologi (K)
- Bergsvetenskap (B), med tre olika bildningslinjer för
  - Bergsmekaniker (som ägnade sig åt det maskineri som krävdes för gruvdriften)
  - Hyttingenjörer (med dagens språkbruk metallurger)
  - Gruvingenjörer (med dagens språkbruk geotekniker med inriktning bergmekanik, eller kort bergmekaniker)
- Väg- och vattenbyggnadskonst (V)

År 1871 tog Teknologiska institutet över den civila ingenjörsundervisning som 1851–1869 bedrivits vid Högre artilleriläroverket i Marieberg (en föregångare till Försvarshögskolan), vilket ledde till utökad undervisning i väg- och vattenbyggnadskonst samt geodesi och topografi (således lantmäteri-relaterade ämnen).
De civila eleverna vid det militära artilleriläroverket kallades logiskt nog för civilingenjörer, och det är således här som denna beteckningen på högre utbildade ingenjörer myntades. Detta har ibland lett till missförståndet att hela KTH skulle ha ett ursprung i arméns ingenjörsutbildning, trots att TI startade sin verksamhet 24 år innan Civilingenjörskursen på Marieberg inrättades. Under en övergångsperiod användes civilingenjör som beteckning enbart på väg- och vattenbyggare vid TI/KTH. Det är inte helt klart hur denna beteckning senare kom att utnyttjas för ingenjörer av alla andra inriktningar, med undantag för bergsingenjörer.

### Befordring till teknisk högskola

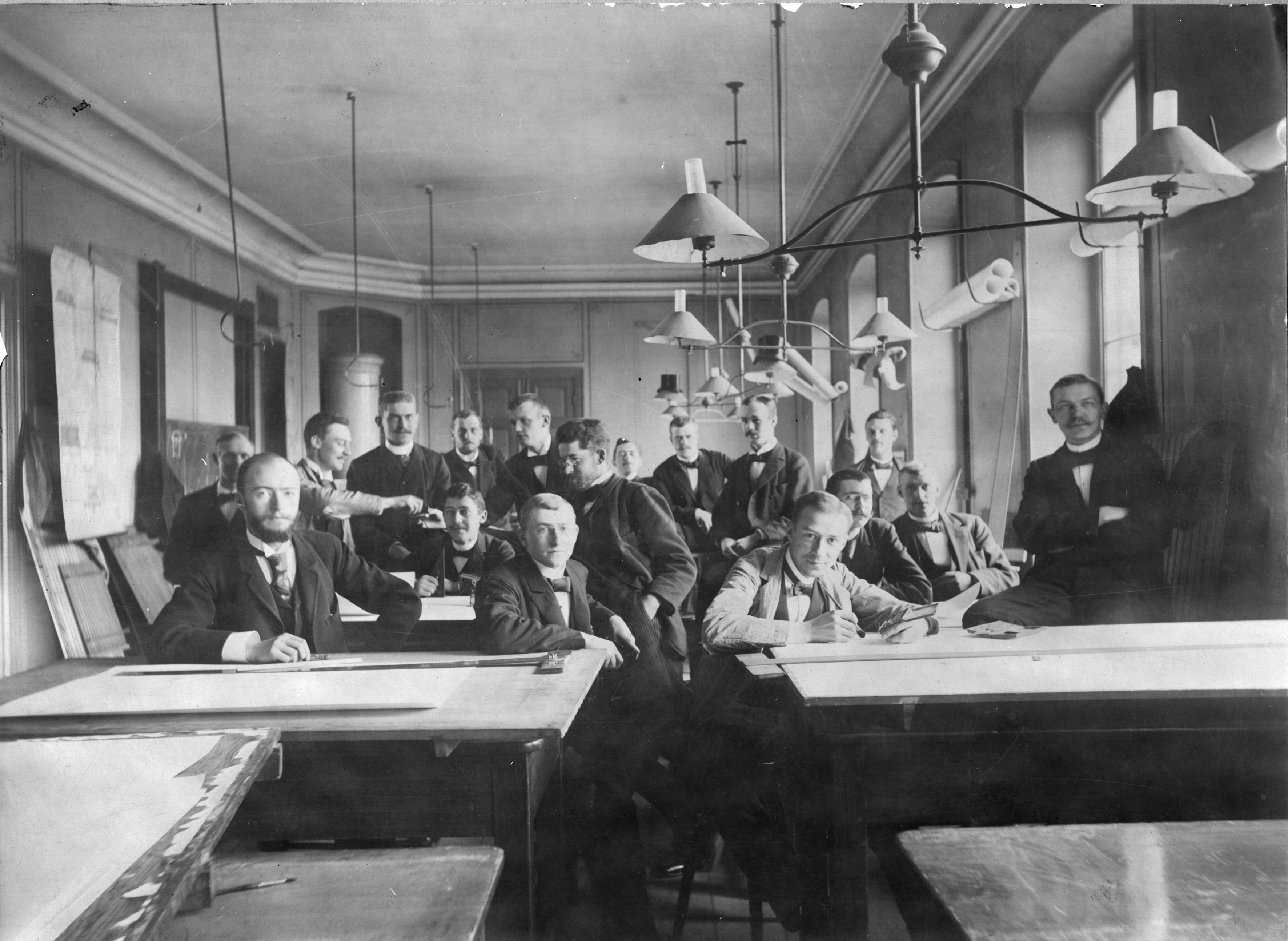
Ritsal, 1891

1877 ändrades institutets namn till Tekniska högskolan, senare oftast skrivet Kungliga Tekniska högskolan (KTH), vilket idag är det officiella namnet. Verksamheten utökades också med en fackskola för arkitektur (A). A fick en fyraårig lärokurs, samtidigt som tre av de tidigare fackskolorna förlängde sin utbildning. V förlängdes till en fyraårig lärokurs, medan det för M och B infördes valfrihet mellan tre- och fyraårig lärokurs. Inträdeskraven skärptes ytterligare, och nu krävdes det mogenhetsexamen (studentexamen) från reallinjen ("naturvetenskapligt gymnasium") eller från latinlinjen ("humanistiskt gymnasium") med kompletteringsprövning i matematik, fysik och kemi. Förslag fanns också om att vid detta tillfälle infoga Krigshögskolan, Skogsinstitutet, Farmaceutiska institutet och lantmäteriutbildningen i KTH, men så skedde inte.
Under 1890-talet expanderade åter KTH. 1892 nådde undervisningen vid KTH en storlek på 100 studenter i första årskursen, och från 1899 kunde man ta in 125 studenter per år. Åren 
1895–1898 byggdes flera nya laboratorier och 1896 inrättades Tekniska högskolans materialprovningsanstalt med en självständig ställning inom KTH, vilken kom att bli föregångare till den senare Statens Provningsanstalt.

1897 började KTH:s första kvinnliga student Agnes Magnell. Då skolans statuter endast tillät att unga män antogs,  kunde Agnes Magnell börja som specialstudent på fackavdelningen för arkitektur först sedan hon beviljas dispens. Hon var syssling till Carl Jacob Magnell, som senare blev KTH:s rektor.

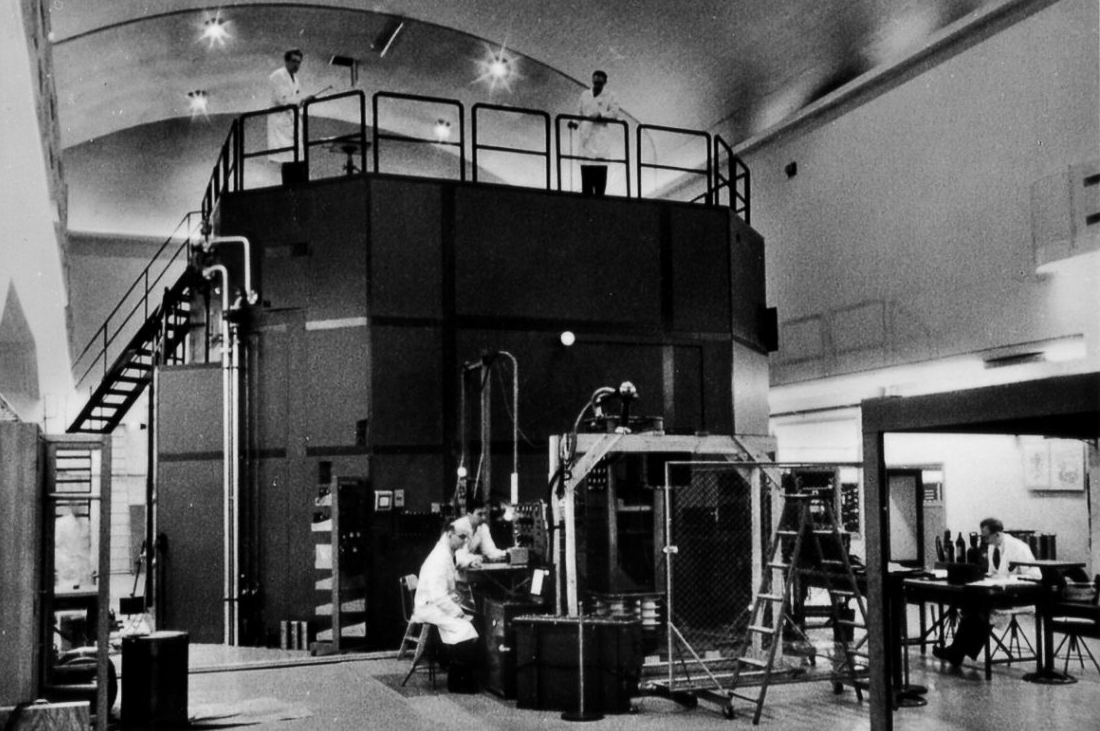
R1 var Sveriges första kärnreaktor, som var belägen vid KTH.

1901 inrättades en fackskola för elektroteknik (E) och 1912 inrättades en egen fackskola för skeppsbyggnad (S), som tidigare varit en underavdelning inom M. Vid detta tillfälle fanns således de sju fackskolor (sektioner) – M, K, B, V, A, E, S – som än idag bildar de sju ringarna i emblemet för Tekniska högskolans studentkår. Lärokursen blev också obligatoriskt fyra år för alla fackskolor, med undantag för K, som var treårig med en frivillig fjärde årskurs. 1916 utökades antalet förstaårselever till 150.
Den 17 december 1915 utfärdade Kunglig Majestät bestämmelser om tentamina och examina vid KTH. Vid KTH kunde civilingenjörs-, bergsingenjörs- och arkitektexamen avläggas. I och med detta fick dessa examensbenämningar och titlar ett skydd som de tidigare inte haft.

### Nya byggnader vid Valhallavägen

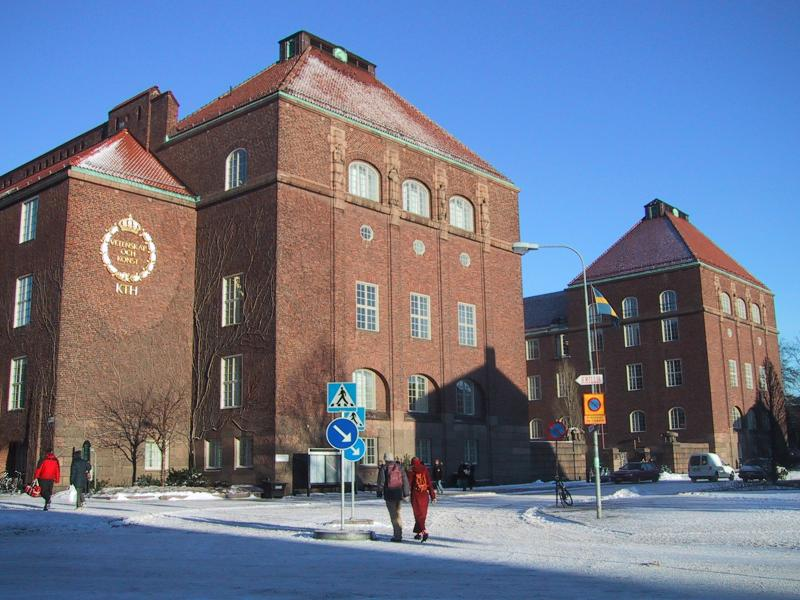
Huvudbyggnaden från 1917, sett från korsningen mellan Drottning Kristinas väg och Valhallavägen.

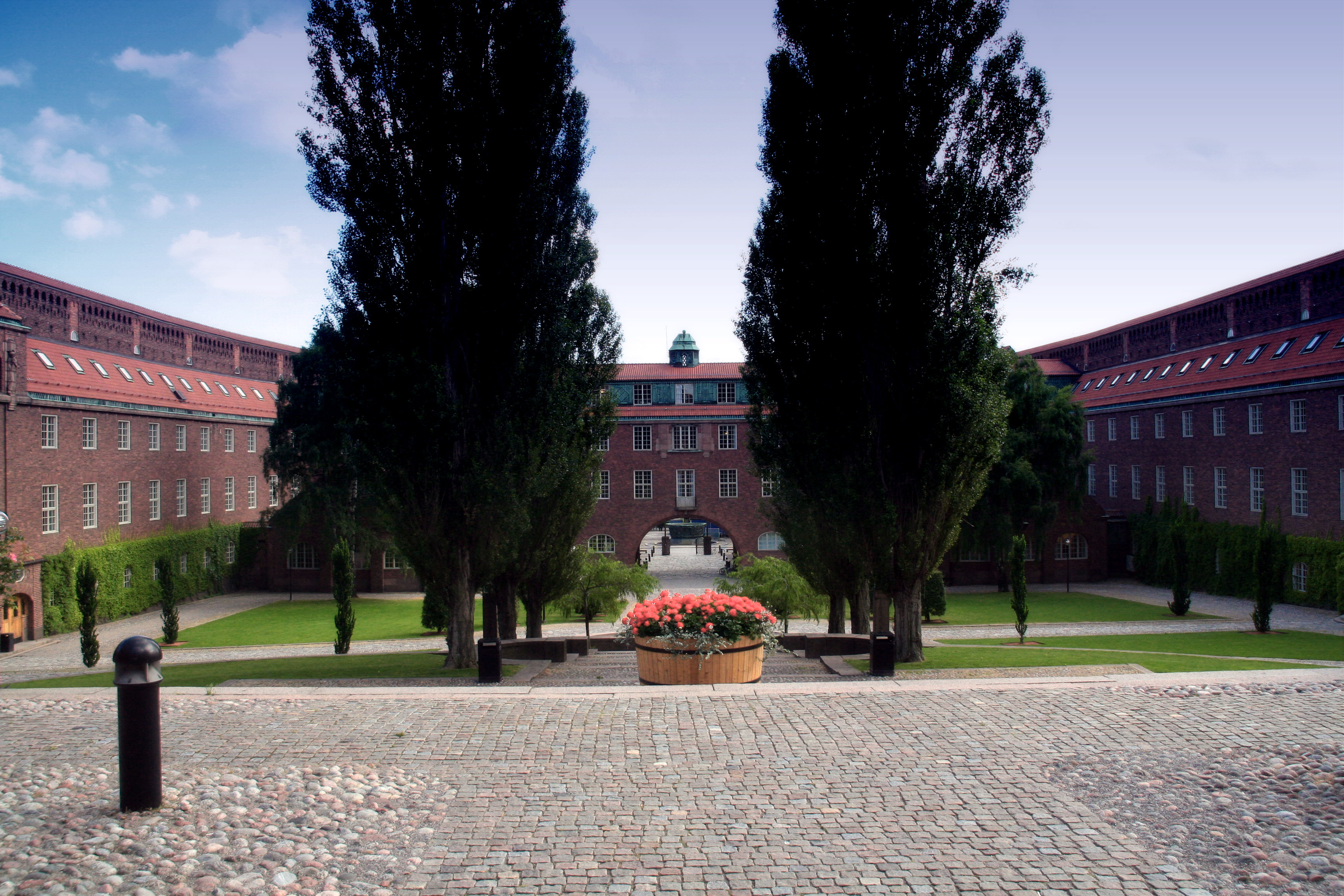
Borggården 2005.

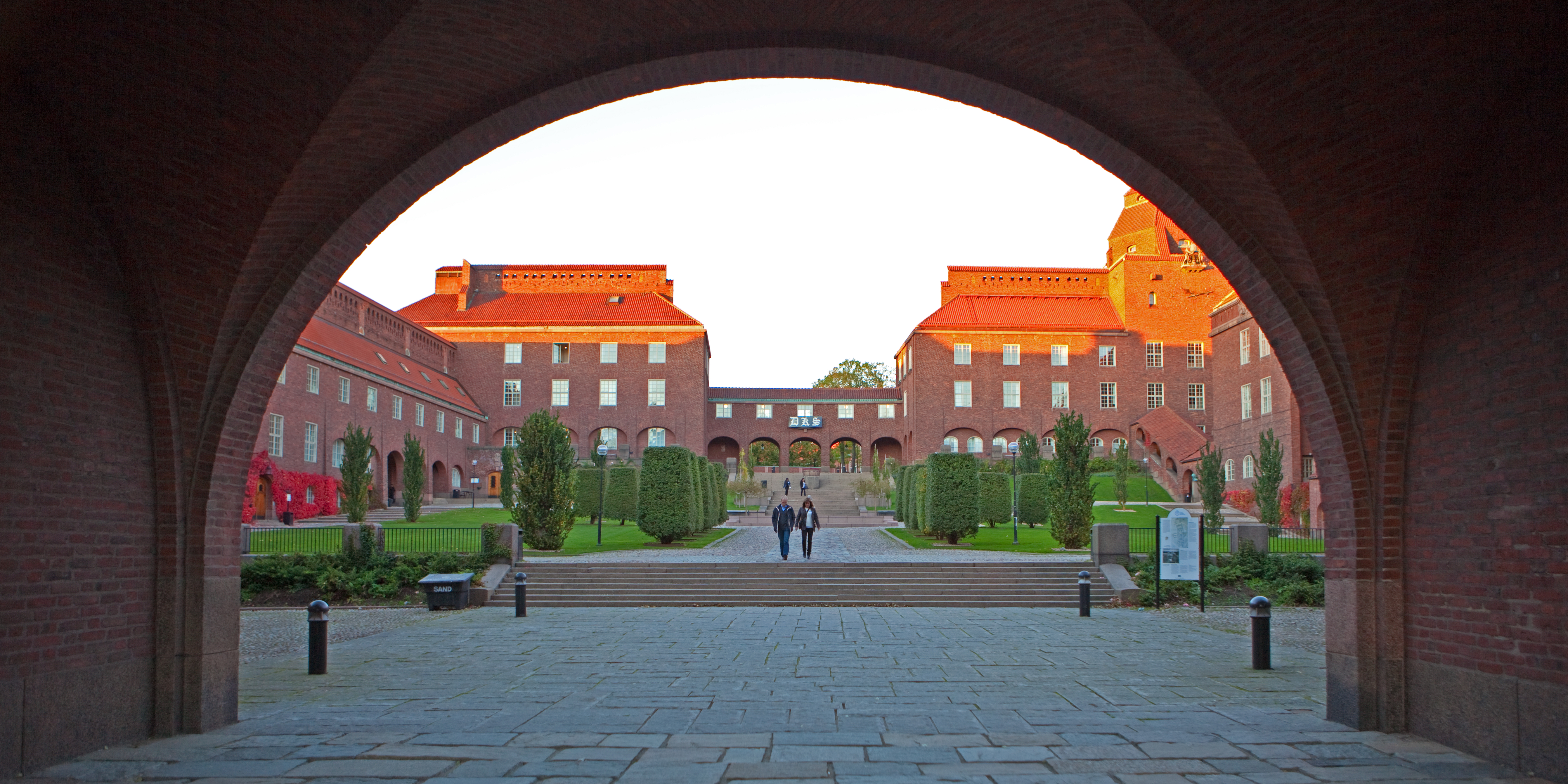
Borggården mot norr 2012

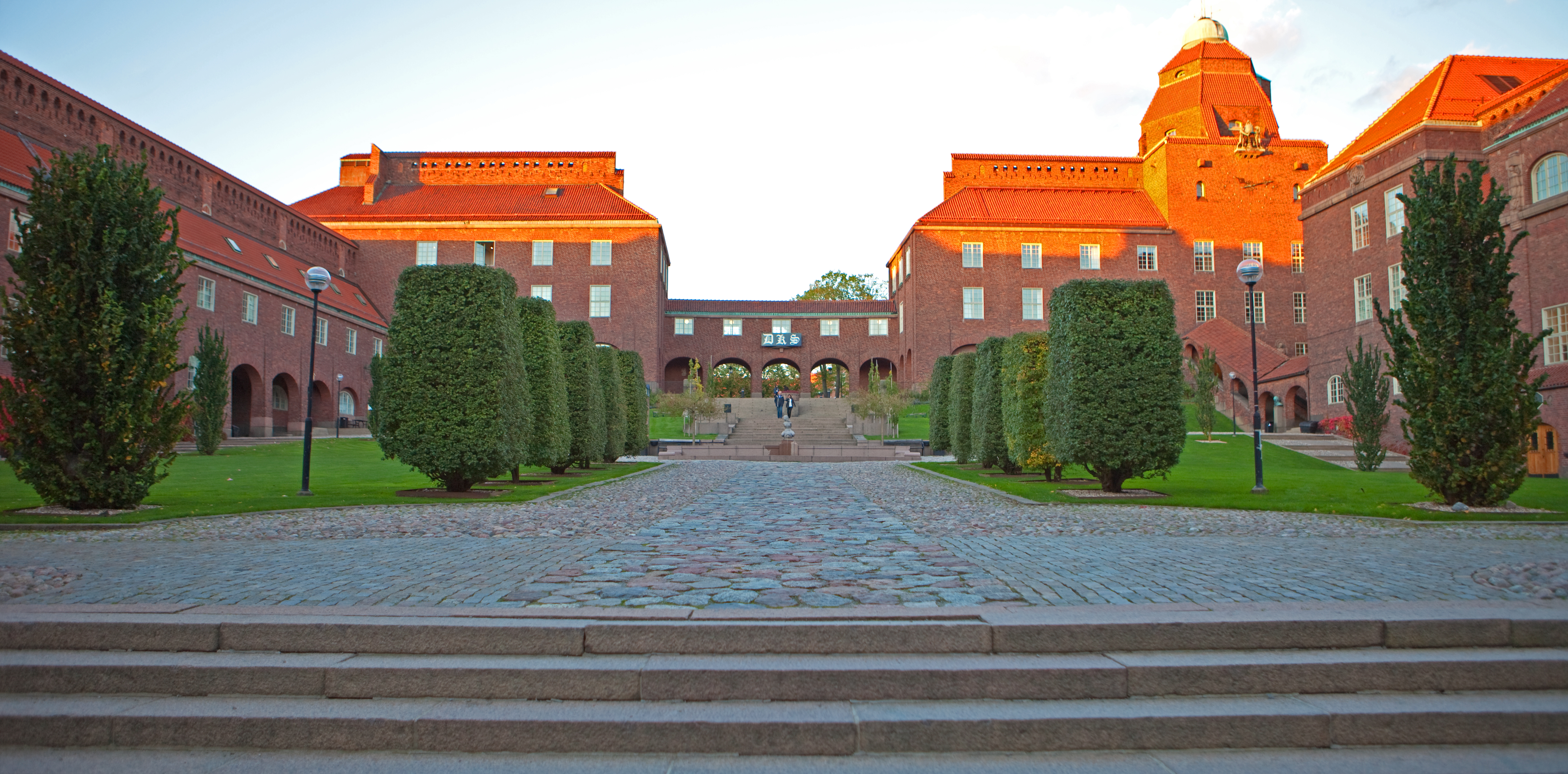
Övre Borggården 2012

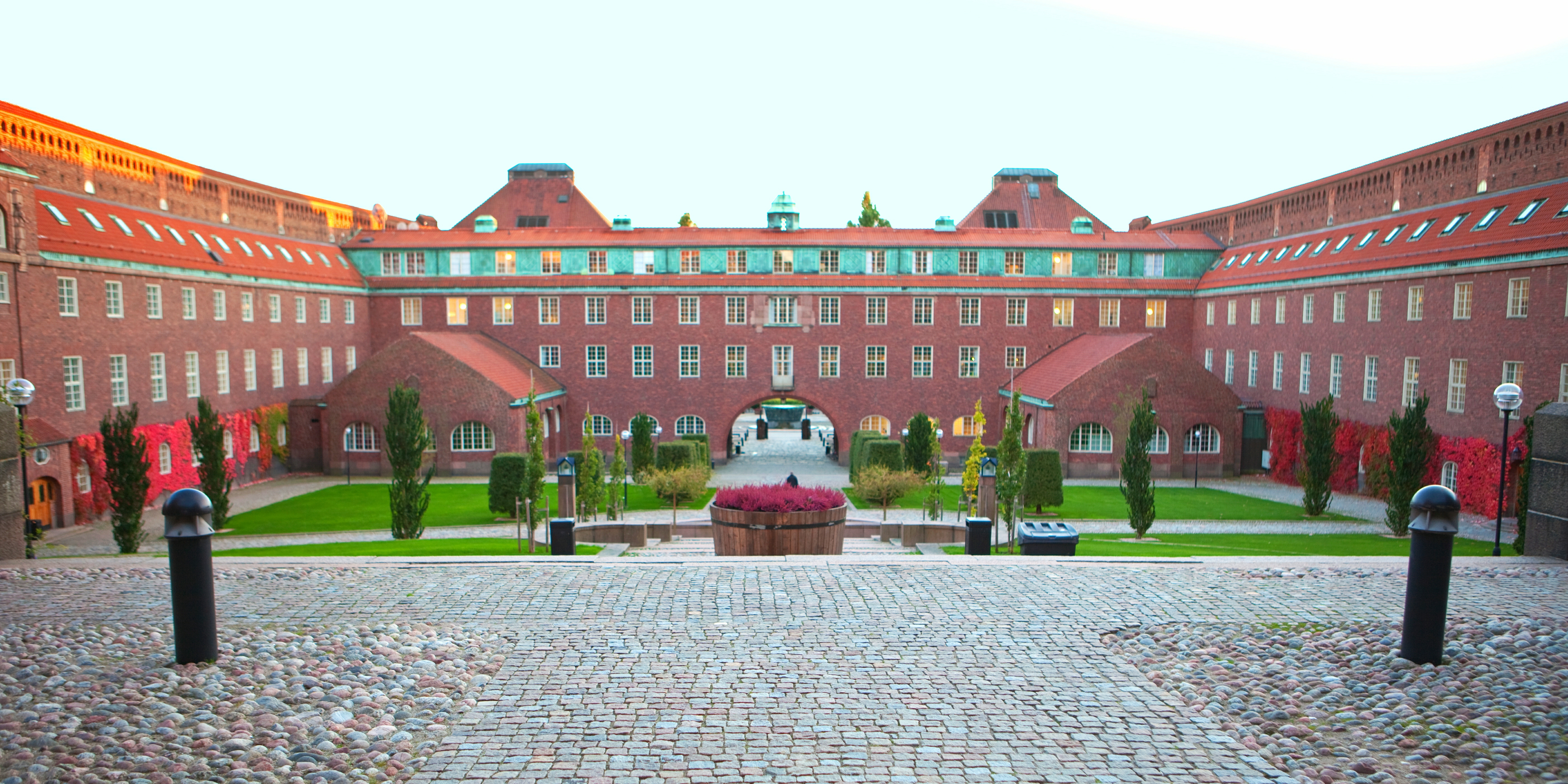
Borggården mot söder 2012

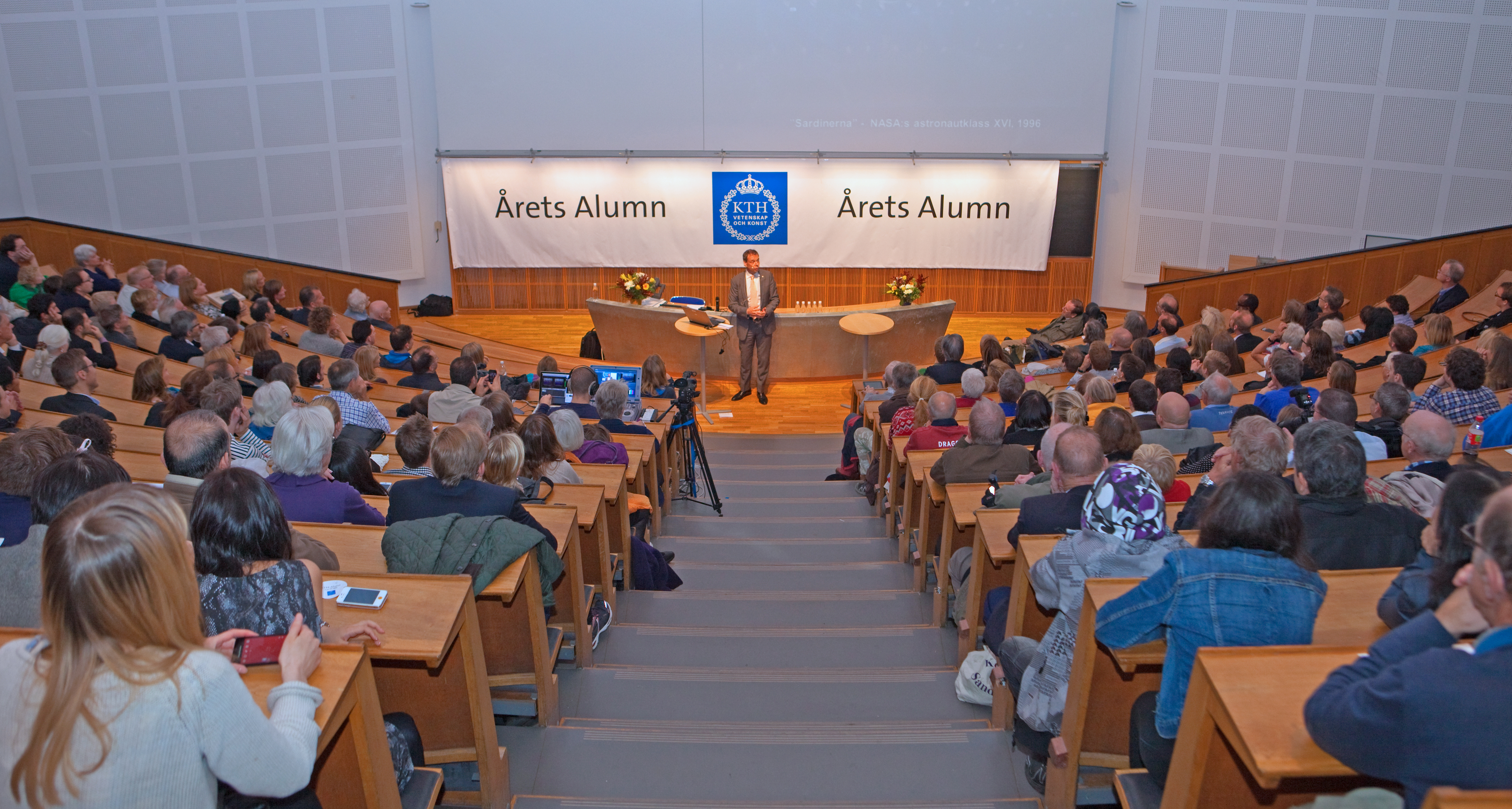
Astronaut Christer Fuglesang utsedd till KTH Alumn 2012

Det utökade studentantalet ledde till att KTH började bli trångbott. Med början år 1900 utreddes flera tillbyggnadsalternativ på Drottninggatan, men slutsatsen blev till sist att det behövdes en nybyggnad på en ny tomt. Efter ett antal turer i ärendet fattades riksdagsbeslut i frågan 1911 och en arkitekttävling utlystes. Första pris gick till arkitekt Erik Lallerstedt och byggandet de äldsta av de nuvarande lokalerna på Norra Djurgården i Stockholm kunde inledas, det som idag kallas Campus Valhallavägen. Grundstenen lades den 20 maj 1914 och de första lokalerna invigdes 19 oktober 1917. Byggnadskomplexet gestaltades av Lallerstedt i en tung, monumental tegelarkitektur. Lokalerna vid Valhallavägen byggdes sedan ut successivt, men länge fanns verksamhet kvar på Drottninggatan; på 1920-talet bedrevs det mesta av de två första årens undervisning där. Kemiska avdelningens lokaler vid Valhallavägen invigdes 1922.
1921, samma år som kvinnlig rösträtt infördes i Sverige, blev det genom en regeländring möjligt för kvinnor att bli antagna som ordinarie studerande vid KTH, och inte som tidigare enbart som specialelever efter särskild prövning. Första specialeleven som också tog examen blev arkitekten Anna Mohr 1919. Den första som antogs som ordinarie efter regeländringen 1921 var Brita Snellman vid fackavdelningen för arkitektur, efter att året före (1920) ha antagits som specialelev. Första kvinnliga civilingenjören blev Greta Westberg som började studera elektroteknik 1924, tog examen 1928, och vars make Ragnar Woxén senare blev KTH:s rektor.
Läsåret 1925/1926 hade KTH nått en storlek av 713 studerande, 34 professorer och 135 övriga lärare, assistenter och docenter. Det fanns nu sju fackavdelningar (istället för fackskolor) och en avdelning för allmänna vetenskaper.
Även om stadgarna redan 1867 innehöll skrivningar om vetenskaplig bildning, och antalet professorer successivt utökades, ansågs det att uppgiften för en teknisk högskola var ingenjörsutbildning snarare än forskning. Därför hade KTH länge ingen promotionsrätt (rätt att utdela doktorsgrad). Efter att frågan väckts, inrättades slutligen möjligheten att avlägga Teknisk doktorsgrad vid KTH 1927, och de första fem promoverades 1929. Den betydligt yngre och icke-statliga Stockholms högskola fick möjlighet att examinera filosofie doktorer i naturvetenskapliga ämnen redan 1904. Möjligheten att avlägga licentiatexamen tillkom 1942.

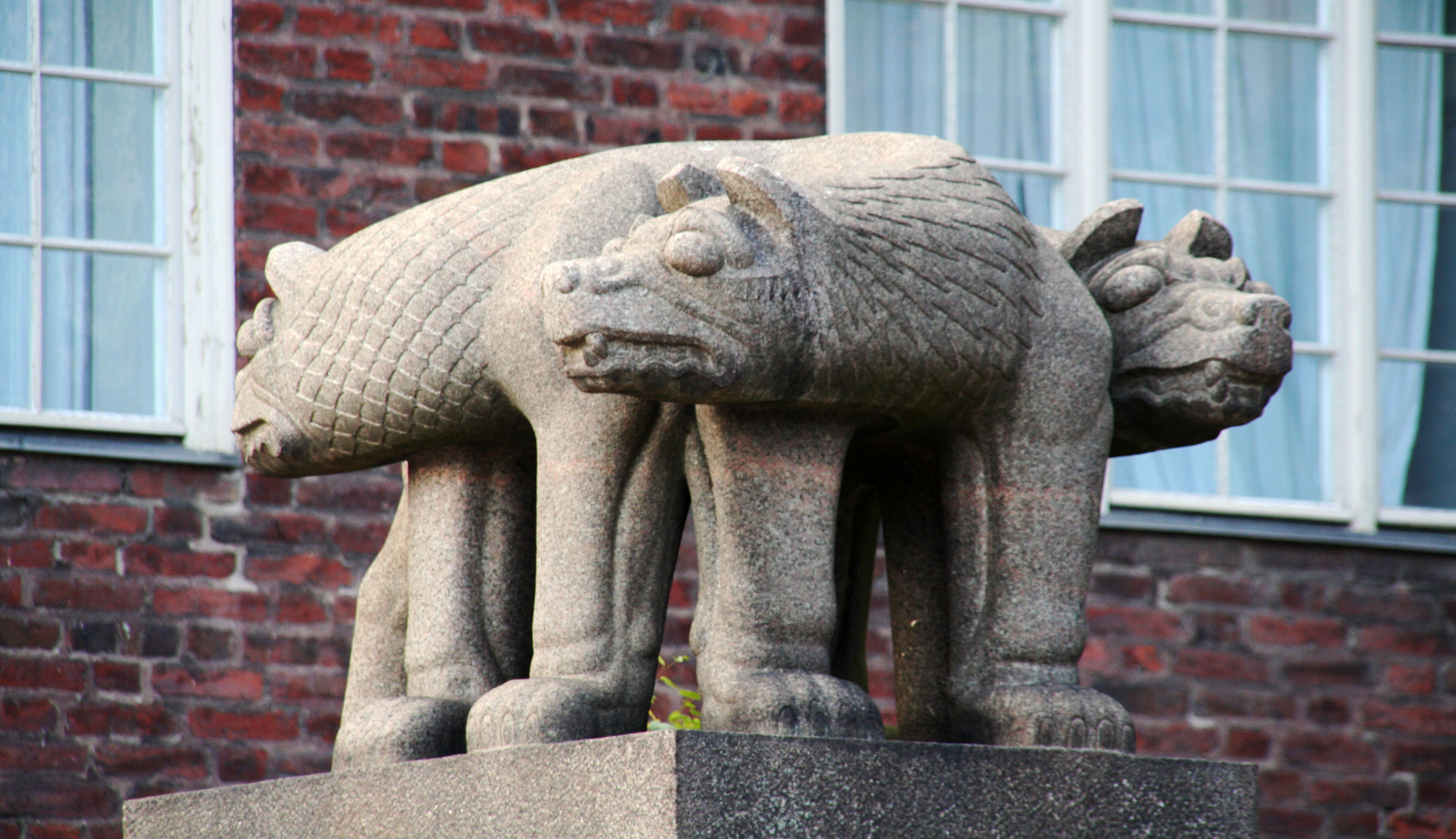
Kerberos vaktar ingången till KTH.

1932 tillkom sektioner för teknisk fysik (F), som tidigare hade ingått i M, och lantmäteri (L), där utbildningsansvaret tidigare låg under Lantmäteristyrelsen även om KTH undervisade i liknande ämnen inom utbildningen i väg- och vattenbyggnad. Därefter förblev antalet sektioner och utbildningar oförändrat i 51 år, även om antalet studerande expanderande kraftigt. Två förändringar inträffade dock i sektionernas innehåll. Sektionen för skeppsbyggnad ändrades på 1960-talet till en sektion för flygteknik, samtidigt som de skeppstekniska ämnen fördes över till M. Sektionsbokstaven ändrades samtidigt från S till T. Senare, på 1980-talet, återfördes de skeppstekniska ämnen till sektionen, som då bytte namn till farkostteknik (T). 1972, i samband med att Högskolan i Luleå grundades, flyttades de bergmekaniska ämnena dit från sektionen för bergsvetenskap, medan de metallurgiska ämnena blev kvar på KTH. Efter 150 år av samlad bergsingenjörsutbildning för bergmekaniker och metallurger, först i Falun och sedan i Stockholm, splittrades denna således på två orter. Senare bytte sektionen namn till materialteknik (B) för att markera ett ökat utbildningsinnehåll av icke-metalliska material. Under en övergångsperiod kunde dessa materialtekniker, beroende på inriktning, välja civilingenjör eller bergsingenjör som examensbenämning. Sedan 1996 är dock bergsingenjör avskaffad som examensbenämning, och även alla metallurgiskt inriktade ingenjörer examineras som civilingenjörer.

### Nya utbildningar och nya campus
1983 tillkom en sektion för datateknik (D). KTH hade vid detta tillfälle länge haft datavetenskaplig verksamhet, framför allt för beräkningsändamål. En professur i numerisk analys hade funnits sedan 1963, och en i "informationsbehandling särskilt ADB" sedan 1965, båda delade med Stockholms universitet, och Stockholms datamaskincentral QZ låg i källaren i Klocktornet på KTH. Däremot hade KTH, till skillnad mot exempelvis tekniska fakulteten vid Linköpings universitet, ingen separat civilingenjörsutbildning med datainriktning, utan maskinvara kunde studeras vid E och programvara huvudsakligen vid F. Eftersom D skapades från F, och hårdvaruämnena stannade inom E-sektionen, kom D-sektionen vid KTH att få ett starkt fokus på datalogi.
1987 förlängdes civilingenjörsutbildningen från fyra till fyra och ett halvt år, eller från 160 till 180 poäng i enlighet med poängräkningssystemet där en poäng motsvarande en veckas heltidsstudier och ett läsår var 40 poäng.
1990 tillkom en separat civilingenjörsutbildning i industriell ekonomi (I), som tidigare varit en inriktning inom M, på samma sätt som det fanns möjlighet att specialisera sig på byggnadsekonomi inom V och på fastighetsekonomi inom L. "Nationalekonomi och näringslagstiftning" var ett av de undervisningsämnen som infördes 1877, då KTH blev teknisk högskola, och undervisades av en så kallad extra lärare. Industriell ekonomi fanns som ämnesbeteckning vid KTH redan i början 1900-talet.
Idag är sektionsbegreppet helt förbehållet studerandeorganisationerna eftersom KTH numera är indelat i skolor och institutioner.
I samband med IT-branschens expansion i Stockholmsförorten Kista etablerade även KTH vissa institutioner där.
Från slutet av 1980-talet gjordes de kortare ingenjörsutbildningarna i Sverige om, genom att den tidigare utbildningen till gymnasieingenjör med ett fjärde år på tekniskt gymnasium avskaffades, och från 1989 ersattes med en tvåårig högskoleutbildning, som från 1995 successivt blev treårig. KTH fick ansvaret för dessa utbildningar i Stockholmsområdet, och övertog därför lärare från flera tekniska gymnasier. Detta har lett till att KTH numera har campus i flera olika delar av Stockholmsområdet; i Kista, Flemingsberg och Södertälje.
1990-talet och de första åren på 2000-talet var en period med många omorganisationer och namnbyten på utbildningar och ämnen på KTH. 1999 startade nya civilingenjörsprogram i Medieteknik och Bioteknik. 
Under många år och fram till 1990-talets början fanns det i huvudsak en institution för varje ämne som det fanns en KTH-professur i. I de fall när det fanns mer än en professor i samma ämne, eller i mycket näraliggande ämnen, hade institutionerna flera professorer. Organisationsnivån ovanför institutionerna, i äldre tider fackavdelningar eller fackskolor, därefter länge betecknade sektioner, var uppdelade efter civilingenjörs-, bergsingenjörs- och arkitektutbildningarna. Det fanns en sektion per sådan utbildning, och de institutioner som låg "närmast" respektive sektions utbildning ingick i denna sektion. Under 1990-talet övergavs denna långvariga organisationsmodell, först genom att ett mindre antal "storinstitutioner" skapades, och 1993 genom att sektionerna ersattes av fem delfakulteter, senare kallade fakulteter: Arkitektur, lantmäteri och väg- och vattenbyggnad (ALV), Elektro- och informationsteknik (EIT), Kemi och kemiteknik (KKT), Maskin- och materialteknik (MMT) samt Teknisk fysik (TFY). Begreppet (del)fakulteter har sedermera avskaffats, och KTH består idag av ett antal skolor.
Under det sena 1990-talet och tidiga 2000-talet har också flera namnbyten på civilingenjörsutbildningar skett, och tidigare inriktningar har omväxlande brutits ut som egna utbildningar, respektive slagits ihop med andra utbildningar. Det mest anmärkningsvärda namnbytet skedde 2003, då civilingenjörsutbildningen i väg- och vattenbyggnad efter sammanslagning med lantmäteri bytte namn till samhällsbyggnad. Efter att "väg- och vattenbyggare" i över 150 år har betecknat byggnadstekniskt utbildade civilingenjörer (medan de med kortare utbildning oftast kallats byggnadsingenjörer eller liknande) kommer KTH inte längre att använda det klassiska namnet på den utbildning som gav upphov till beteckningen civilingenjör.

### Förändringar till följd avBolognaprocessen
Från höstterminen 2007 omfattar civilingenjörsutbildningen för nyantagna teknologer 5 års studier, eller 300 högskolepoäng enligt ECTS-systemet med 60 högskolepoäng per läsår. Civilingenjörs- och arkitektutbildningen anpassades i samband med detta till kraven som ställs på Master-utbildningar i det EU-gemensamma Bologna-systemet, inklusive ny betygsskala och klassificering av kurser i grundnivå respektive avancerad nivå. Civilingenjörsstuderande som tidigare hade antagits till KTH kunde fram till 30 juni 2015 ta ut en civilingenjörsexamen omfattande 270 ECTS-högskolepoäng (motsvarande 180 "gamla" poäng), men de hade också möjligheten att ta ut en examen om 300 högskolepoäng om de uppfyllde fordringarna.

### Kunglig benämning
Under många år var KTH:s officiella namn "Tekniska högskolan i Stockholm". Först under regeringen Bildt ändrades detta, och i den nu gällande högskoleförordningen från 1993 (SFS 1993:100) listas KTH under namnet "Kungl. Tekniska högskolan".
Att KTH trots namnet är ett universitet snarare än en högskola framgår också av Högskoleförordningen. Den främsta praktiska innebörden av att ha status av universitet är generell rätt till utbildning på forskarnivå (doktorsexamen), vilket KTH har haft sedan 1927.

### Motto
KTH:s motto är ”vetenskap och konst”. Vetenskap står för den teoretiska kunskapen och den forskning som ligger till grund för den medan konst syftar på förmågan att tillämpa kunskaperna i praktiken (ingenjörskonst).

## Organisation

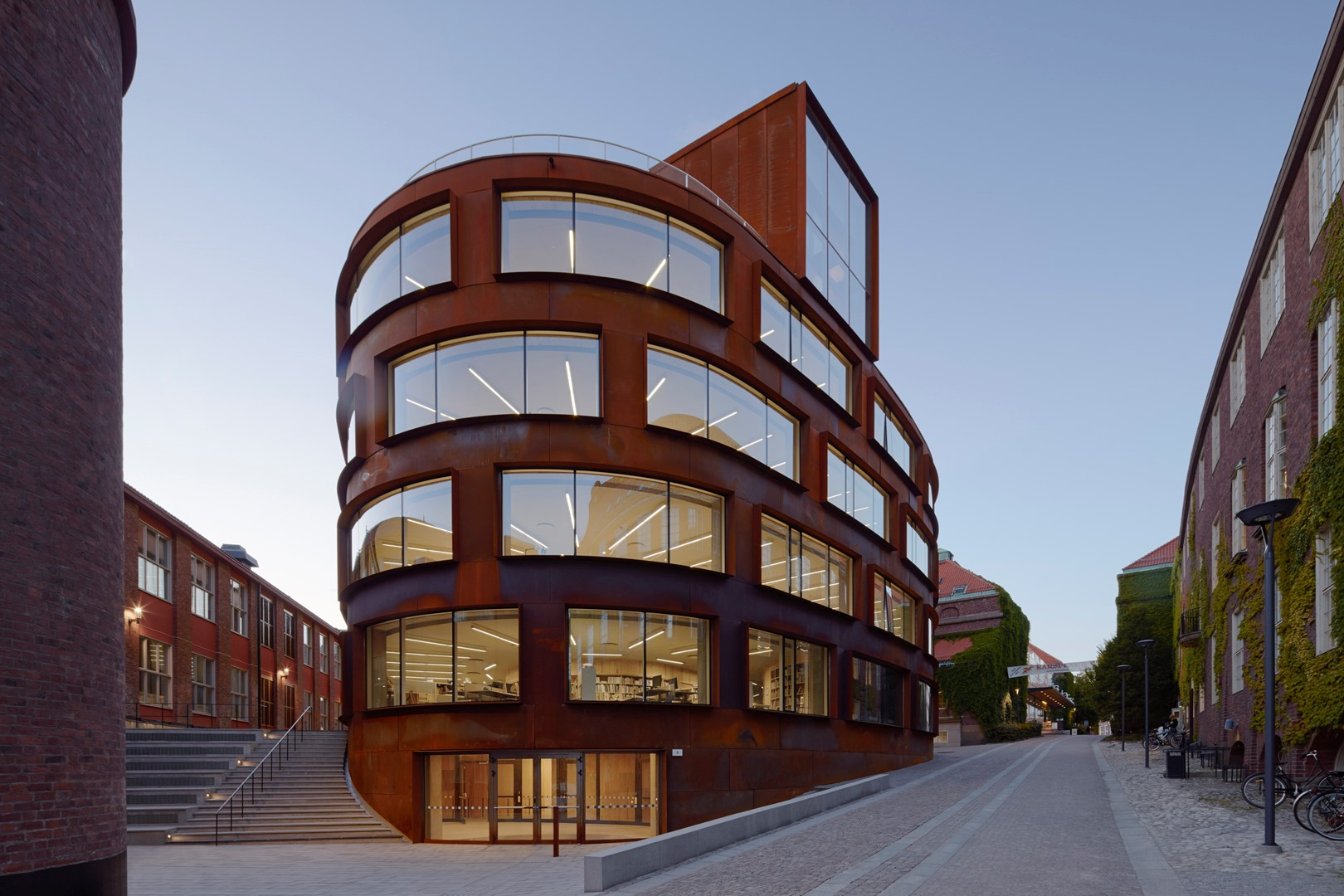
Skolan för arkitektur och samhällsbyggnad, färdigställd 2015 och vinnare av Kasper Salin-priset

Sedan 1 januari 2005 är all forskning och undervisning vid KTH organiserad inom ramen för skolor, som består av institutioner och centra, och som ansvarar för ett antal grundutbildningsprogram. Från 2005 fram till utgången av år 2017 fanns 10 skolor och efter en del sammanslagningar finns från 1 januari 2018 fem skolor. Skolan för bioteknologi, Skolan för kemivetenskap och Skolan för teknik och hälsa slogs ihop till Skolan för kemi, bioteknologi och hälsa. Skolan för datavetenskap och kommunikation, Skolan för informations- och kommunikationsteknik och Skolan för elektro- och systemteknik slogs ihop till Skolan för elektroteknik och datavetenskap. 
Den gemensamma administrationen är organiserad inom Gemensamt verksamhetsstöd (GVS). Skolornas officiella förkortningar är i de flesta fall tagna från deras engelska namn:
- Skolan för arkitektur och samhällsbyggnad (Architecture and the Built Environment, ABE)
- Skolan för kemi, bioteknologi och hälsa (Chemistry, Biotechnology and Health, CBH)
- Skolan för elektroteknik och datavetenskap (Electrical Engineering and Computer Science, EECS)
- Skolan för industriell teknik och management (Industrial Engineering and Management, ITM)
- Skolan för teknikvetenskap (Engineering Sciences, SCI)

## Utbildningar

### Arkitektutbildning (300 hp/5 år)
För dem som började före 1 juli 2007 omfattar utbildningen med något undantag 270 hp/180 p. Inom parentes är förkortningen för programmet.
- Arkitektur (A)

### Civilingenjörsprogram (300 hp/5 år)
För dem som började före 1 juli 2007 omfattar utbildningen med något undantag 270 hp/180 p. Inom parentes är förkortningen för programmet.
- Bioteknik
- Civilingenjör och lärare (CL)
- Datateknik (D)
- Design och produktframtagning
- Elektroteknik (E)
- Energi och miljö (W)
- Farkostteknik (T)
- Industriell ekonomi (I)
- Industriell teknik och hållbarhet
- Informationsteknik (IT)
- Maskinteknik (M)
- Materialdesign (B)
- Medicinsk teknik (MiT)
- Medieteknik (Me)
- Samhällsbyggnad (S) (Sammanslagning av lantmäteri och väg- och vattenbyggnad)
- Teknisk fysik (F)
- Teknisk kemi (K)
- Teknisk matematik (TM)
- Öppen ingång (OPEN)

### Masterprogram (120 hp/2 år) i urval
- Datalogi
- Flyg- och rymdteknik
- Hållbar samhällsplanering och stadsutformning
- Industriell ekonomi
- Maskininlärning
- Matematik (Samarbete med Stockholms universitet)
- Systemteknik och robotik
- Teknisk mekanik
- Tillämpad matematik och beräkningsmatematik

Totalt 64 masterprogram finns att läsa

### Högskoleingenjörsprogram (180 hp/3 år)
- Byggteknik och design
- Datateknik (Flemingsberg)
- Datateknik
- Elektronik och datorteknik
- Elektroteknik
- Kemiteknik
- Medicinsk teknik
- Teknik och ekonomi

### Kandidatprogram (180 hp/3 år)
- Fastighet och finans
- Fastighetsutveckling med fastighetsförmedling
- Informations- och kommunikationsteknik

### Övriga utbildningar
- Teknisk basutbildning

## Rektorer

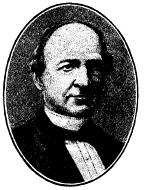
Knut Styffe är den som tjänstgjort längst på rektorsposten, 1856–1890, vilket bland annat innefattar KTH:s omstöpning från institut till högskola 1877. Under hans tid kallades posten fortfarande föreståndare.

### Föreståndare för Teknologiska institutet, med tjänstetiteln överdirektör
1825–1845: Gustaf Magnus Schwartz, professor i fysik och teknologi vid Kungliga Vetenskapsakademien, initiativtagare till institutets grundande
1845–1848: Joachim Åkerman (tillförordnad), föreståndare för Bergsskolan i Falun, Teknologiska institutets förste professor i kemi 1827–1839
1848–1855: Lars Johan Wallmark, fysiker, ledamot av Kungliga Vetenskapsakademien och Kungliga Lantbruksakademien
1856–1877(1890): Knut Styffe, bergsingenjör och laborator i kemi, benämns Öfverdirektör

### Rektorer för Kungliga Tekniska högskolan
(1856)1877–1890: Knut Styffe, bergsingenjör och laborator i kemi, tjänsten kallades fortfarande föreståndare
1890–1902: Gustaf Robert Dahlander (tillförordnad), professor i teoretisk och tillämpad fysik, tjänsten kallades fortfarande föreståndare

1902–1909: Anders Lindstedt, professor i matematik och teoretisk mekanik, tjänsten döptes under denna tid om från föreståndare till rektor
1909–1922: Carl Jacob Magnell, professor i väg- och brobyggnadskonst, den förste rektorn som själv varit elev vid KTH
1922–1927: Henning Pleijel, professor i teoretisk elektroteknik
1927–1931: Tore Lindmark, professor i ångmaskinlära
1931–1943: Henrik Kreüger, professor i byggnadsteknik
1942: (tillförordnad) Håkan Sterky, professor i telegrafi och telefoni
1943–1964: Ragnar Woxén, professor i mekanisk teknologi
1964–1968: Lennart Stockman, professor i cellulosateknik
1968–1974: Göran Borg, professor i matematik
1974–1980: Anders Rasmuson, professor i kemisk apparatteknik
1980–1988: Gunnar Brodin, professor i elektrisk mätteknik
1988–1998: Janne Carlsson, professor i hållfasthetslära
1998–30 juli 2007: Anders Flodström, professor i materialfysik
1 augusti 2007–11 november 2007: Anders Eriksson (tillförordnad), professor i strukturmekanik
12 november 2007–11 november 2016: Peter Gudmundson, professor i materialmekanik
12 november 2016–30 november 2022: Sigbritt Karlsson, Professor i Polymerteknik, första kvinnliga rektorn
1 december 2022: Anders Söderholm, Professor i företagsekonomi

## Byggd miljö

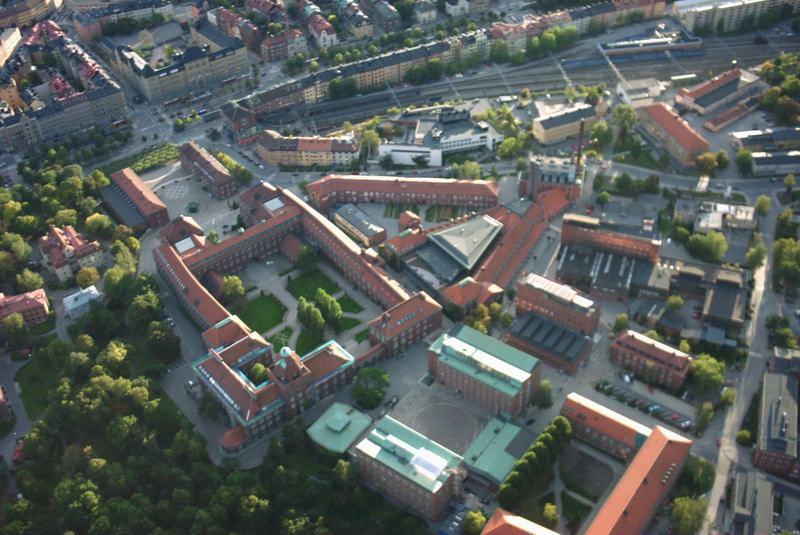
KTH:s huvudbyggnader från ovan.

KTH har sedan 1917 ett campusområde på Norra Djurgården i Stockholm. Campusområden finns också i Kista, Flemingsberg  och Södertälje. Skolan har tidigare haft ett campus i Handen.

### Campus Valhallavägen

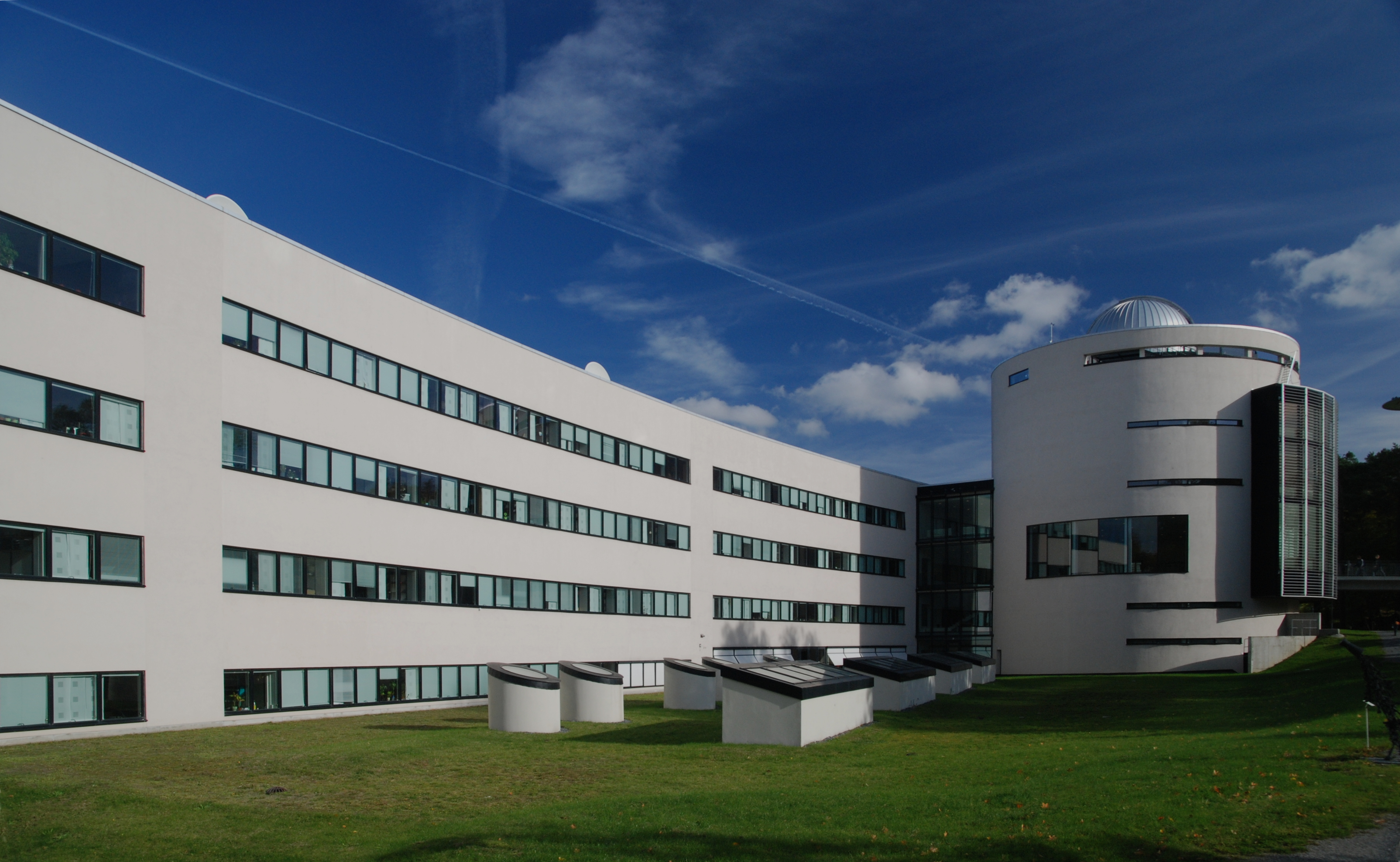
AlbaNova universitetscentrum.

Några nämnvärda byggnader på Norra Djurgården är KTH:s huvudbyggnad med borggården, kårhuset Nymble, KTH Biblioteket, och Albanova Universitetscentrum. Den borgliknande huvudbyggnaden är ritad av Erik Lallerstedt i nationalromantisk stil.

## Framstående personer som utexaminerats från KTH
KTH är det lärosäte i Sverige som utbildat flest personer som senare blivit VD för företag noterade på Stockholms fondbörs.

### Arkitekter
- Hans Asplund
- Anders Tengbom
- Paul Hedqvist
- Georg Theodor Chiewitz
- Gustaf Lettström
- Ferdinand Boberg
- Peter Celsing

### Forskare
- Johan August Brinell, metallurg
- Max Tegmark, kosmolog och fysiker
- Christer Fuglesang, fysiker och astronaut
- Ivar Fredholm, matematiker
- Karl Johan Åström, reglerteknik
- Sara Mazur, fysiker
- Waloddi Weibull, matematiker
- Jörgen Weibull (nationalekonom), matematiker och nationalekonom
- Alfred Elis Törnebohm, geolog

### Företagsledare
- Ivar Kreuger (grundare av Kreugerkoncernen)
- Helene Biström
- Hans Werthén
- Kurt Hellström
- Börje Ekholm
- Curt Nicolin
- Gustav Larson
- Fredrik Lundberg
- Lars Renström
- Anders Igel
- Olof Faxander
- Adolf Lundin
- Marcus Storch
- Åke Lundqvist
- Jonas Wahlström (finansman)
- Per-Olof Eriksson
- Björn O. Nilsson
- Björn Svedberg
- Björn Lundvall
- Ivar Jacobson
- Håkan Samuelsson
- Lars Westerberg
- Mats Granryd
- Sverker Martin-Löf
- Claudia Olsson
- Henrik Tore Cedergren
- Tony Grimaldi
- Jon Risfelt
- Christian Levin
- Biljana Pehrsson
- Mats Granryd
- Peter Arvai
- Ali Ghodsi
- Katarina G. Bonde

### Uppfinnare
- Helge Palmcrantz
- Baltzar von Platen
- Carl Munters
- Gustaf de Laval
- Ernst Alexanderson
- Anders Atterberg

### Övrigt
- Salomon August Andrée, polarresande
- Knut Frænkel, polarresande
- Almida de Val, olympier
- Ragnar Sohlman, testamentsexekutor till Alfred Nobel skapare av Nobelstiftelsen
- Dolph Lundgren, skådespelare
- Kurt Atterberg, kompositör
- Maja Reichard, paralympier
- Joe Armstrong, skapare av Erlang_(programspråk)
- Axel Enström, initiativtagare till Kungliga Ingenjörsvetenskapsakademien

## Studentliv
Studenterna vid KTH kallas teknologer och har vid KTH beteckningen Osquar för manlig teknolog resp Quristina för kvinnlig teknolog. 
- Studentkårens tidning heter Osqledaren.
- Studentkårens sportstuga vid Skevik på Värmdön har döpts till Osqvik.
- Vart tredje år anordnar studentkåren Quarnevalen med ett tåg genom centrala Stockholm, där de mest säregna tekniska konstruktioner exponeras, ofta med en ironisk udd till något nyligen i samhället inträffat.
- De år Quarnevalen inte anordnas anordnar studentkåren Squvalp, en endags-Quarneval på vatten.
- Studentkårens lokaler vid gamla KTH vid Drottninggatan kallades Gamble. Kårhuset vid nya KTH vid Drottning Kristinas väg döptes analogt till Nymble.

## Biblioteket

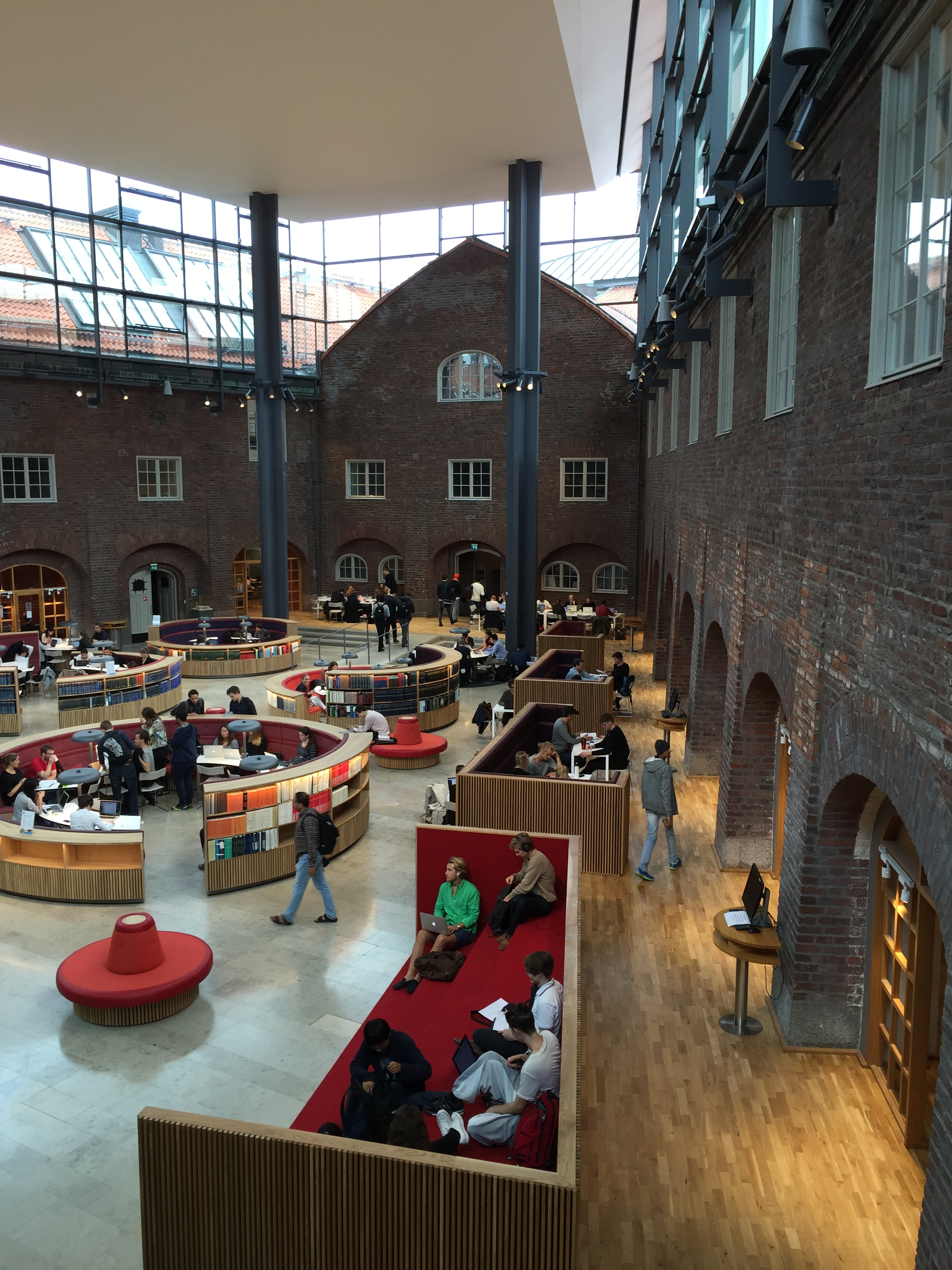
Bibliotekshallen på Huvudbiblioteket.

KTH Biblioteket grundades 1827. Huvudbiblioteket är idag beläget på Kungliga Tekniska högskolans campus i centrala Stockholm. Därtill tillkommer två filialbibliotek i Kista och Södertälje. Biblioteket har omfattande tryckta samlingar som har byggts upp under dess historia, varav några specialsamlingar har övertagits från andra aktörer. Bibliotekets huvudsakliga förvärvsfokus idag ligger på elektroniskt material. KTH Biblioteket ansvarar för KTH:s publikationsdatabas DiVA, där alla KTH:s publikationer samlas.

## Partneruniversitet
KTH har en stor mängd utbytesavtal med framstående universitet i hela världen. Vissa av avtalen gäller alla studenter på universitetet och andra är kopplade till en särskild institution eller program. Nedan följer ett urval av partneruniversitet där studenter kan göra utbyte.

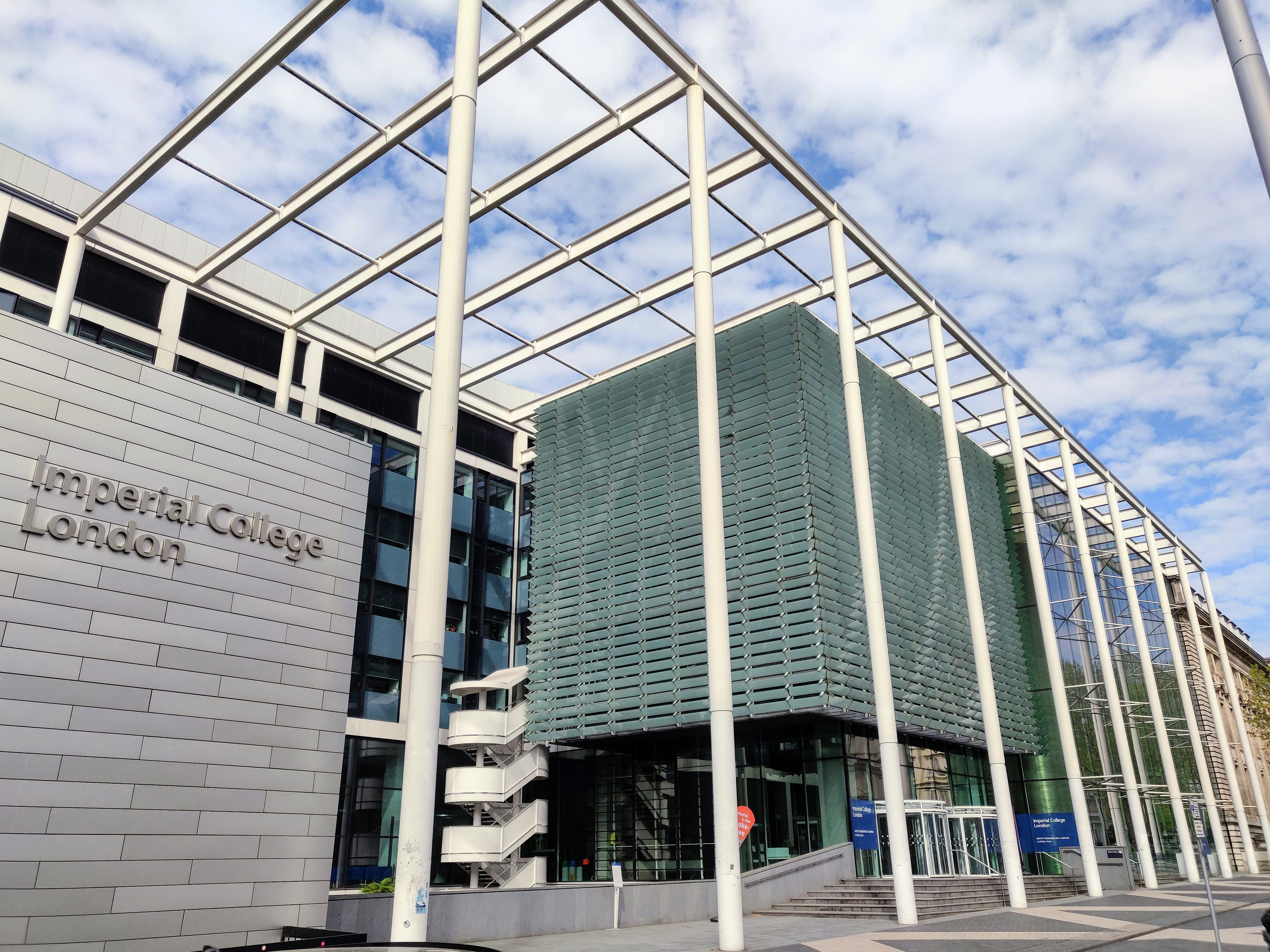
Huvudentrén vid Imperial College London

### Europa
- Imperial College of Science, Technology and Medicine
- University of Leeds
- École Polytechnique
- ISAE École Nationale Supérieure de l'Aéronautique et de l'Espace
- Sorbonne Université
- ETH Zürich
- EPF Lausanne
- Technishe Universität Berlin
- Technishe Universität München
- Technische Universiteit Delft
- Technische Universiteit Eindhoven
- Universidad Politecnica de Madrid
- Universitat de Barcelona

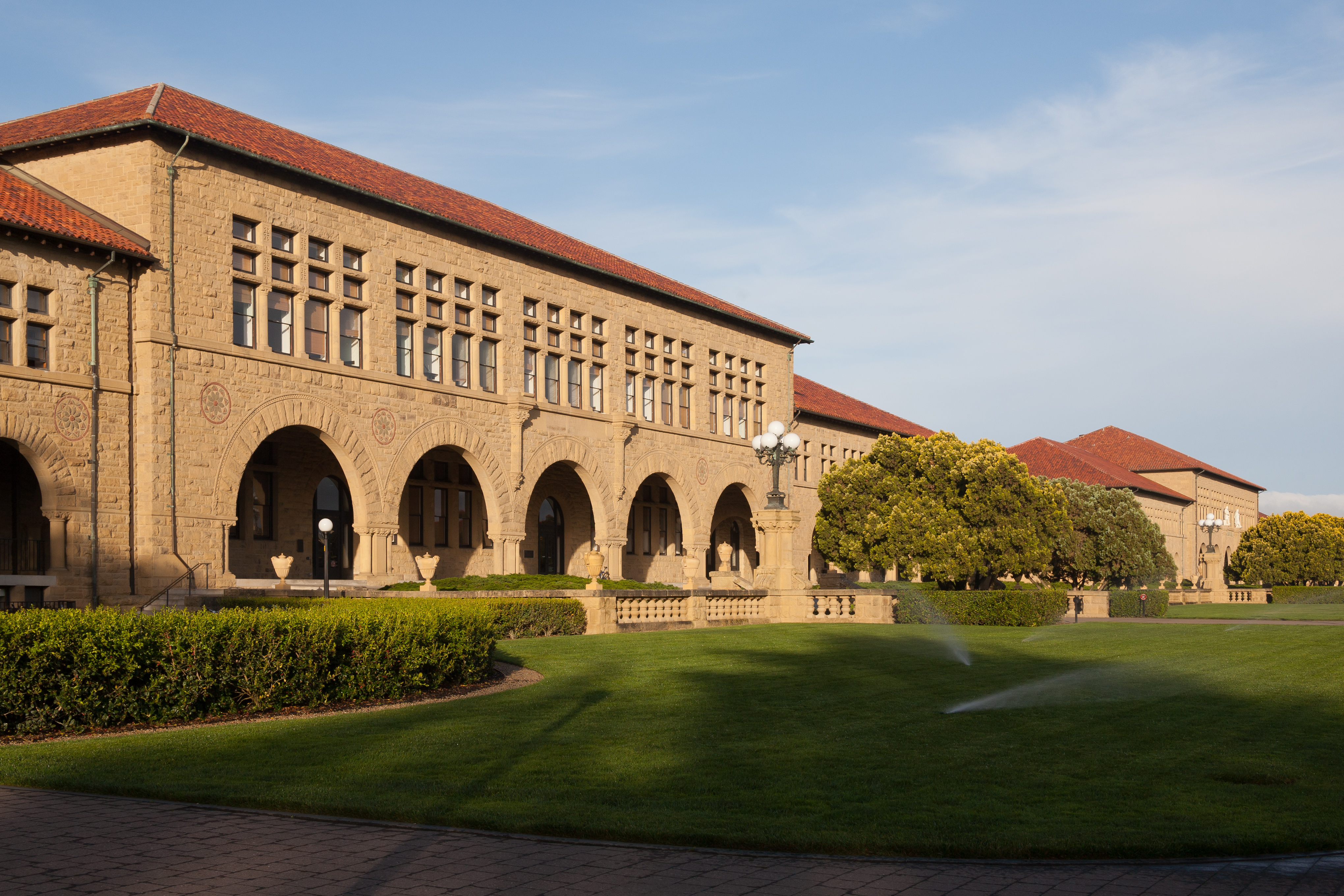
Jordan Hall, byggnad vid Stanfords universitet uppkallad efter dess förste rektor.

### Nordamerika
- Purdue University
- Stanford University
- University of Illinois at Urbana-Champaign
- University of Texas at Austin
- University of Washington
- École Polytechnique de Montréal

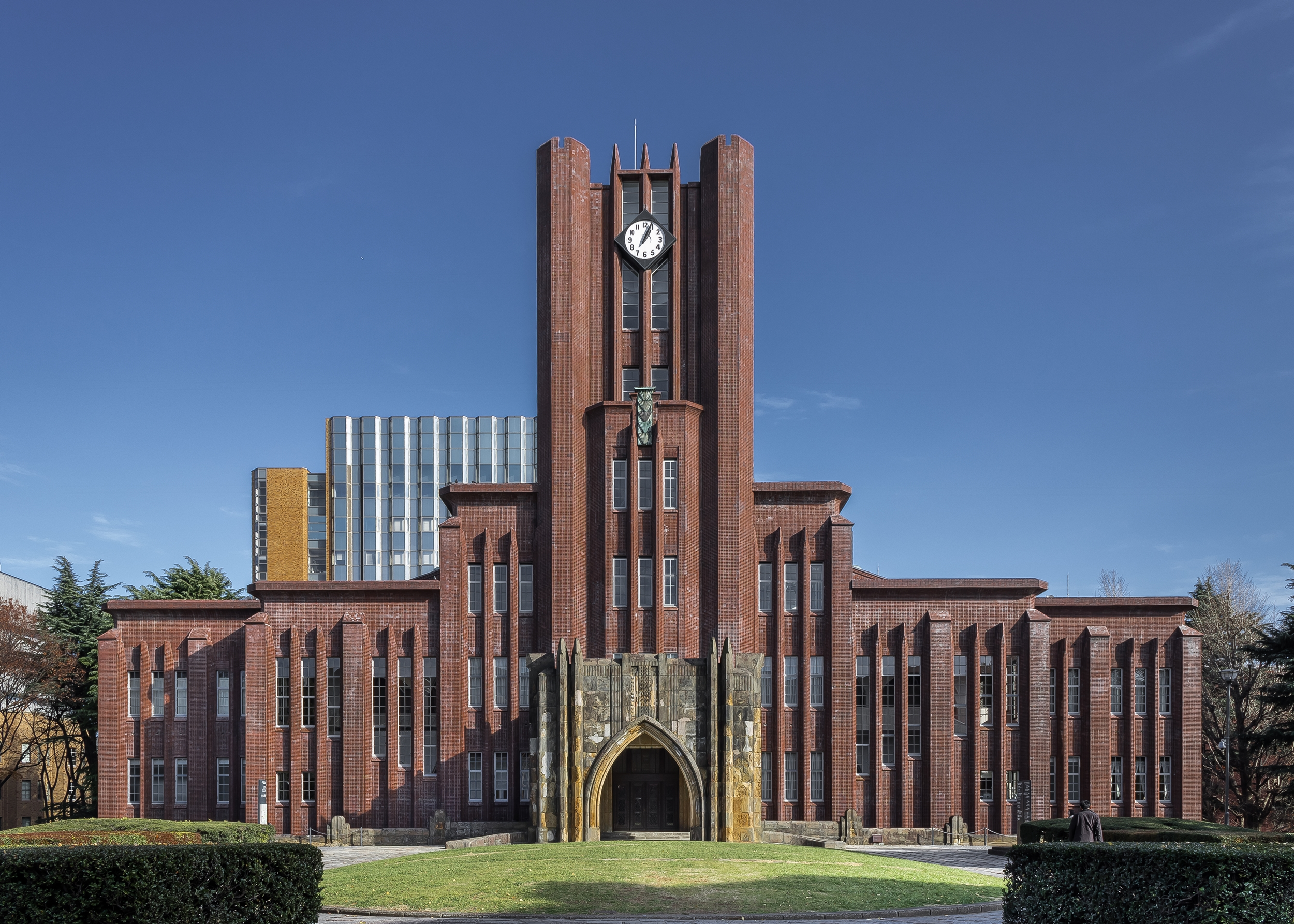
Yasuda Auditorium vid Tokyos universitet

- McMaster University
- University of Ottawa

### Asien
- University of Tokyo
- Kyoto University
- Tokyo Institute of Technology
- Tohoku University
- National University of Singapore
- Nanyang Technological University
- Singapore Management University
- Peking University
- Tsinghua University
- Zhejiang University
- The Chinese University of Hong Kong
- Hong Kong University of Science and Technology
- Seoul National University
- Korea Advanced Institute of Science and Technology

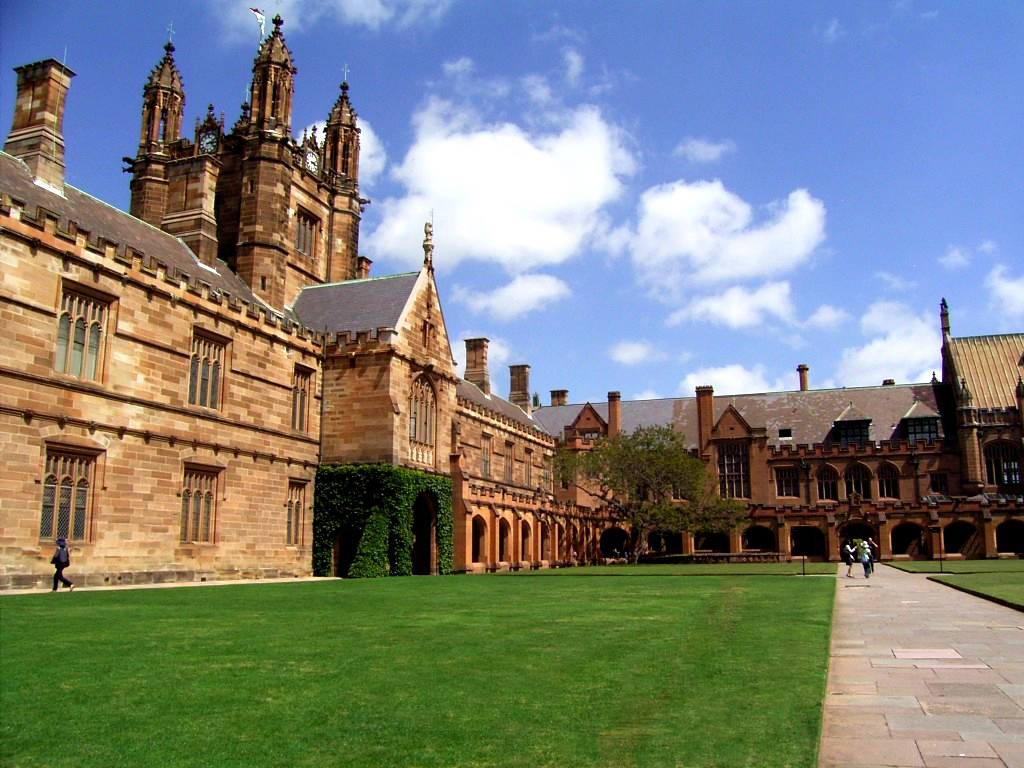
Huvudborggård vid Sydneys universitet

### Oceanien
- University of Melbourne
- University of Sydney
- University of Queensland
- University of Technology, Sydney
- Royal Melbourne Institute of Technology

## Bildgalleri

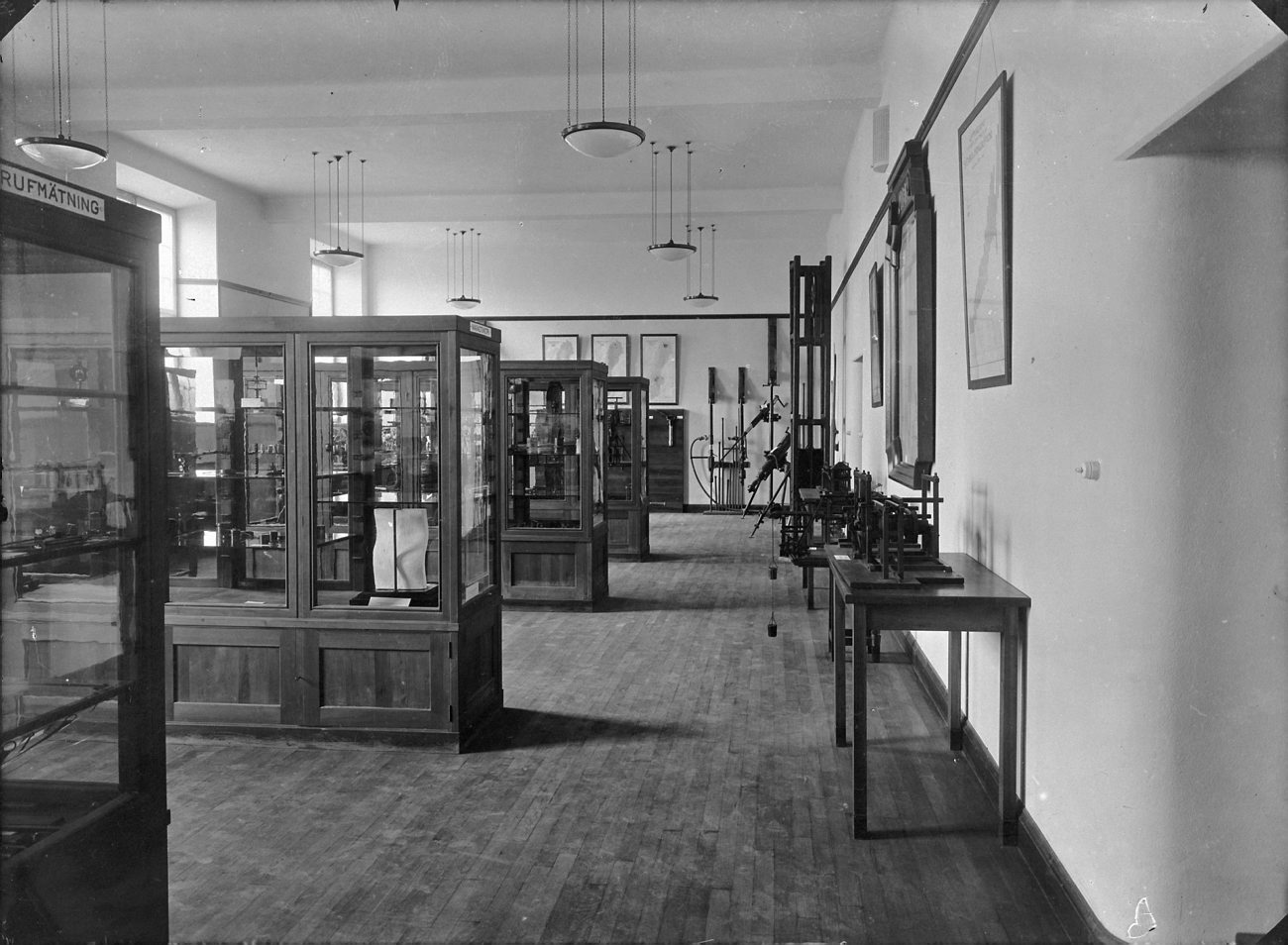
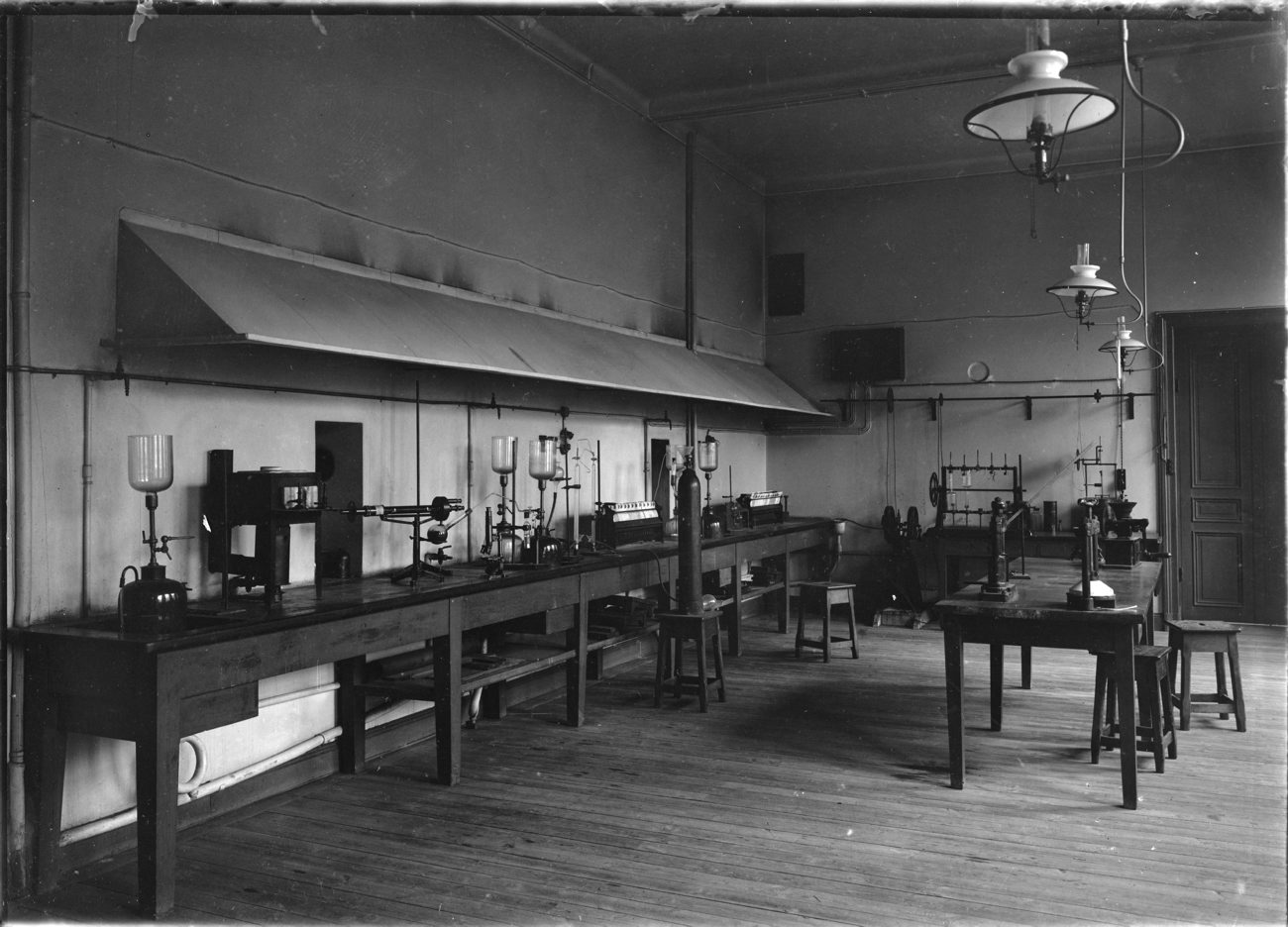
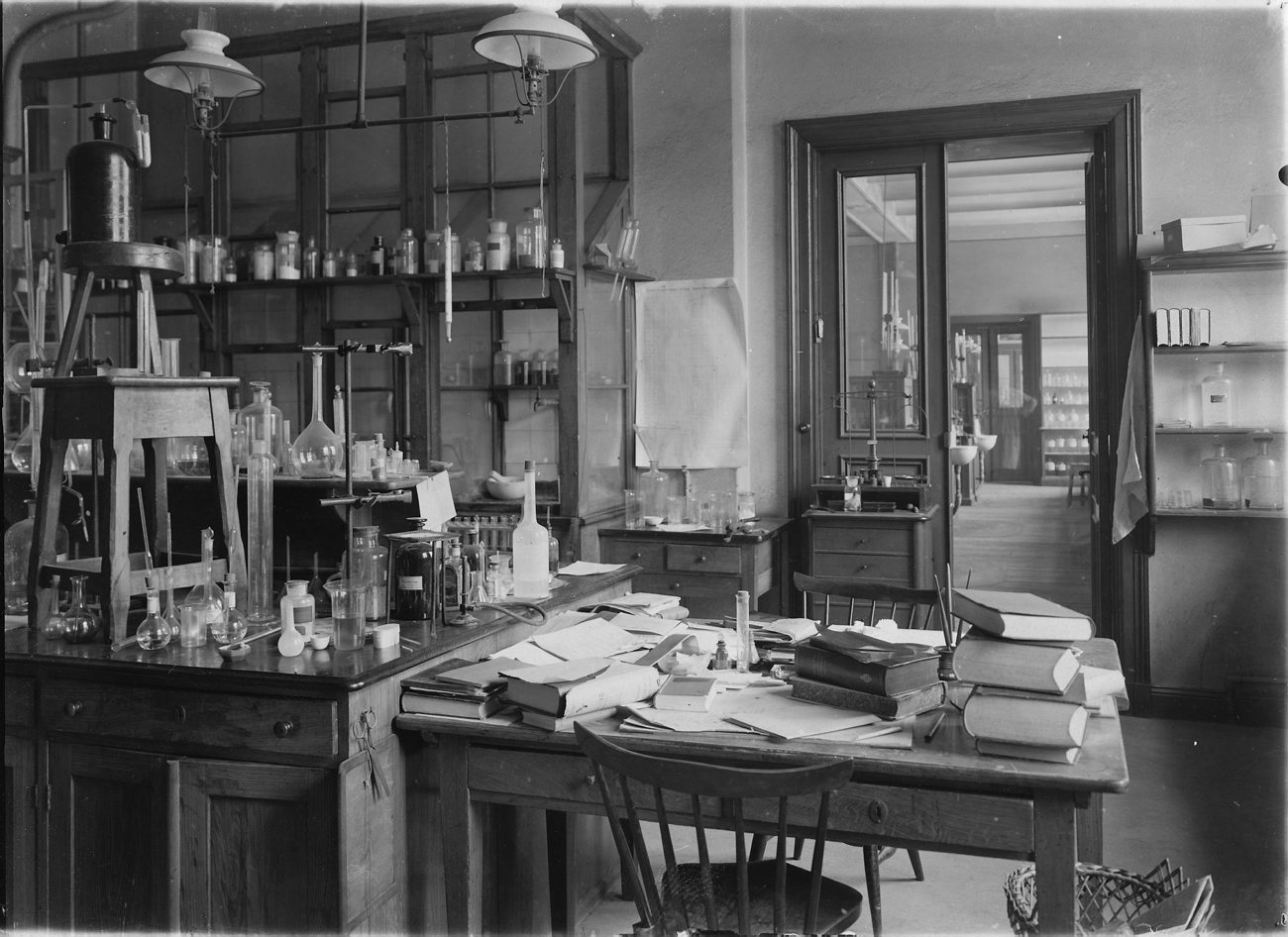
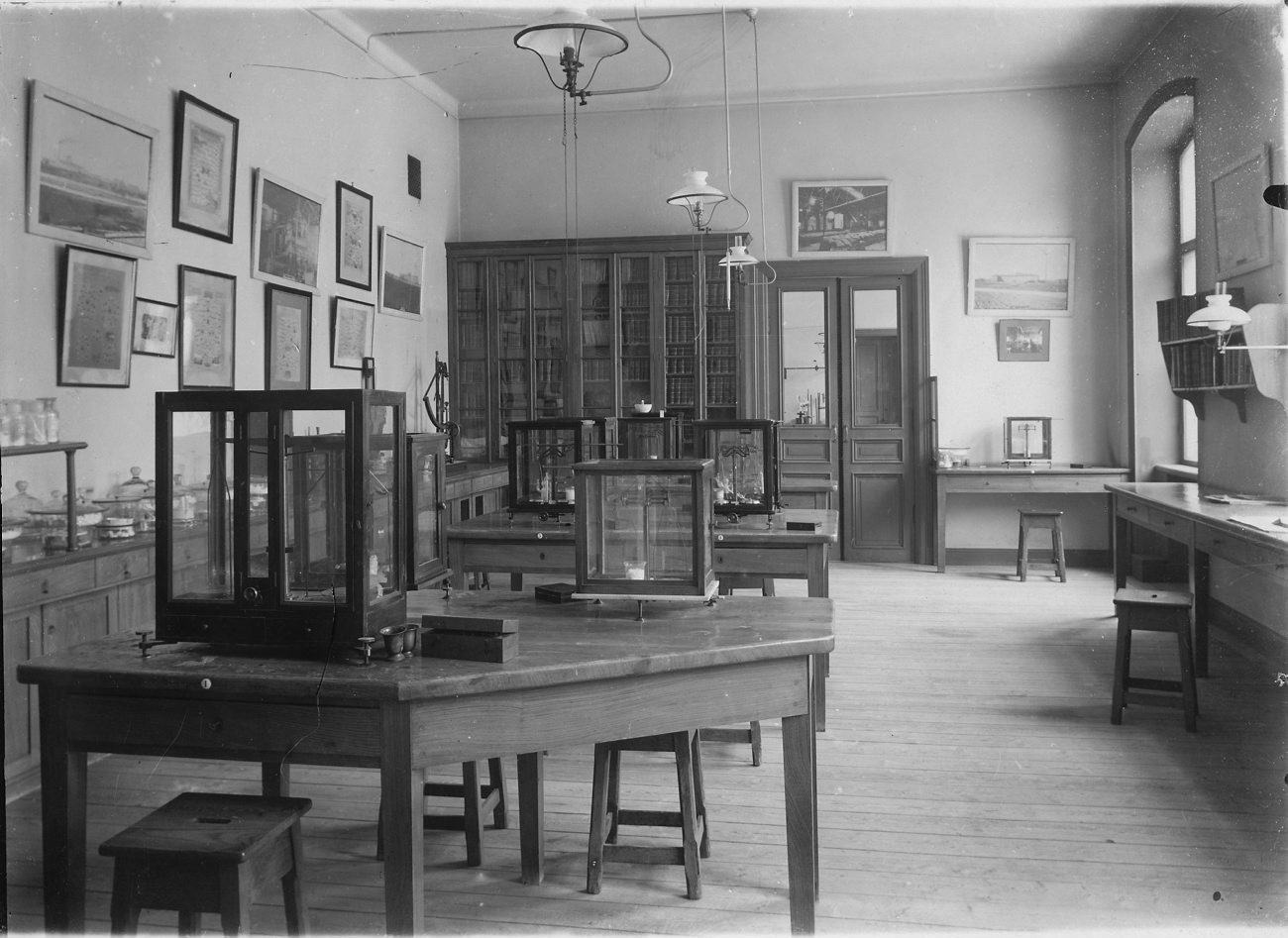